# Synagoga Stara w Krakowie
Synagoga Stara – synagoga znajdująca się na Kazimierzu w Krakowie, przy ulicy Szerokiej 24. Jest jedną z najstarszych zachowanych synagog w Polsce oraz jednym z najcenniejszych zabytków żydowskiej architektury sakralnej w Europie.
Do 1939 odgrywała rolę centralnej synagogi, głównego ośrodka religijnego, kulturalnego, socjalnego oraz organizacyjnego krakowskiej gminy żydowskiej.

## Historia
Synagogę prawdopodobnie zbudowali w drugiej połowie XV wieku Żydzi czescy, którzy przybyli do Krakowa po pogromie praskim w 1389. Według różnych źródeł podaje się przeważnie dwie daty budowy tzn. 1407 lub 1492 rok (obecnie przyjmuje się, że powstała na przełomie XV i XVI w). Początkowo była ceglano-kamienną, wysoką, dwunawową halą, przeznaczoną wyłącznie dla mężczyzn. Jej wschodnia ściana przylegała do miejskich murów obronnych, przez co była włączona w system fortyfikacji. Z tego powodu poziom sali głównej był obniżony o kilkanaście centymetrów w stosunku do ulicy.
Synagoga należała do średniowiecznych, typowo gotyckich synagog dwunawowych, a takie były znane w Europie jeszcze tylko trzy: w Wormacji, Ratzybonie i w Pradze. Szlak Wormacja-Ratyzbona-Praga-Kraków był jedną z głównych dróg wędrówek Żydów do Renu wzdłuż Dunaju po Łabę, Odrę i Wisłę.
W drugiej połowie XVI w. do synagogi dobudowano parterowe dobudówki, w których mieściły się przedsionek, dom kahalny oraz babiniec. Dzięki temu synagoga stała się centrum życia religijnego kazimierskich Żydów. W 1557 wybuchł wielki pożar, który doszczętnie strawił cały budynek.
Po pożarze synagogę odbudował florencki architekt Mateo Gucci, który nadał jej renesansowy charakter, ale zachował poprzedni, dwunawowy plan budowli i odtworzył jej krzyżowo-żebrowe sklepienie. Dodatkowo podniesiono mury synagogi do dzisiejszej wysokości, które następnie zwieńczono arkadową attyką ze sterczynami w narożnikach, która przysłoniła dach pogrążony. Prace trwały do 1570, gdyż z tego właśnie roku pochodziła widniejąca na sklepieniu - jeszcze do 1942 - inskrypcja tego budowniczego. Z pierwotnej budowli zachowały się wyłącznie mury sali głównej, babińca oraz przedsionka. Bożnica paliła się jeszcze kilka razy, ostatni pożar miał miejsce w 1773. W latach 1786 i 1797 w synagodze rabin Izaak Lewita dwukrotnie wyklął krakowskich chasydów.
Jednym z najważniejszych wydarzeń w historii synagogi było wygłoszenie do Żydów płomiennego przemówienia Tadeusza Kościuszki, który wzywał ich do walki o wolność wspólnej ojczyzny. Wtedy wypowiedział m.in. te słowa: „niczego nie pragnie dla siebie, obchodzi mnie jeno opłakany stan ojczyzny i uszczęśliwienie wszystkich jej mieszkańców, do których i Żydów zalicza”. W 1846 także wygłosił tutaj patriotyczną mowę uczestnik powstania krakowskiego, działacz żydowski, Maurycy Krzepicki, a w Wiosnę Ludów w 1848 - rabin Dow Beer Meisels. W 1886 w synagodze wykonano nowe dekoracje malarskie, które fragmentarycznie zachowały się do dziś.
W 1888 zarząd krakowskiej gminy żydowskiej podjął decyzję o rozpoczęciu remontu oraz częściowej przebudowy synagogi. W tym okresie zostały wykonane przez Jana Ertla plany architektoniczne, które 5 stycznia 1889 otrzymały akceptację władz budowlanych. Warunkiem przystąpienia do prac budowlanych było zastosowanie się do zastrzeżeń, jakie względem projektów wystosował Władysław Łuszczkiewicz, który od 1864 prowadził w synagodze prace inwentaryzacyjne. Podczas swoich badań odkrył m.in. na jednym ze zworników sygnaturę Mateo Gucci.
Plany Jana Ertla zakładały przebudowę pogrążonej więźby dachowej nad główną salą modlitewną, której forma została oparta na murze attyki. Według opinii Władysława Łuszczkiewicza, w przygotowanych projektach należało zmniejszyć nachylenie połaci dachowej, gdyż jej forma kolidowała z zabytkową strukturą attyki. Ertel zaprojektował również dwa neogotyckie portale o schodkowych zwieńczeniach, do przylegającej do ściany frontowej, modlitewni dla kobiet. Babińcowi zmieniono również formę dachu - został on pozbawiony okapu, poprzez co jego kształt uzyskał większy spadek nachylenia.
W 1891 władze gminy żydowskiej udzieliły zarządowi synagogi subwencji na przeprowadzenie dalszych prac renowacyjnych. Przyznane fundusze stanowiły 40% wszystkich poczynionych na ten cel wydatków. W tym samym roku Jan Sas-Zubrzycki opracował projekt przebudowy elewacji zachodniej synagogi, w związku ze wcześniejszym wyburzeniem budynku kahalnego, który przylegał do korpusu budynku od strony zachodniej. Projekt Sas-Zubrzyckiego powstał w nawiązaniu do fasady budynku i zawierał charakterystyczne dla niej elementy architektoniczne. Zostały w nim wykorzystane arkadowe blendy nawiązujące do attyki oraz skarpy. Wówczas powstał również niewielki ganek, który miał ułatwić dostęp do babińca znajdującego się na pierwszym piętrze zachodniej części synagogi.

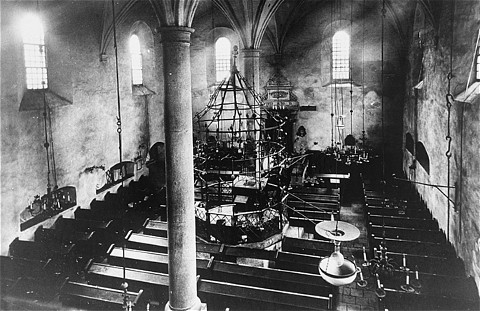
Główna sala modlitewna, 1918-39
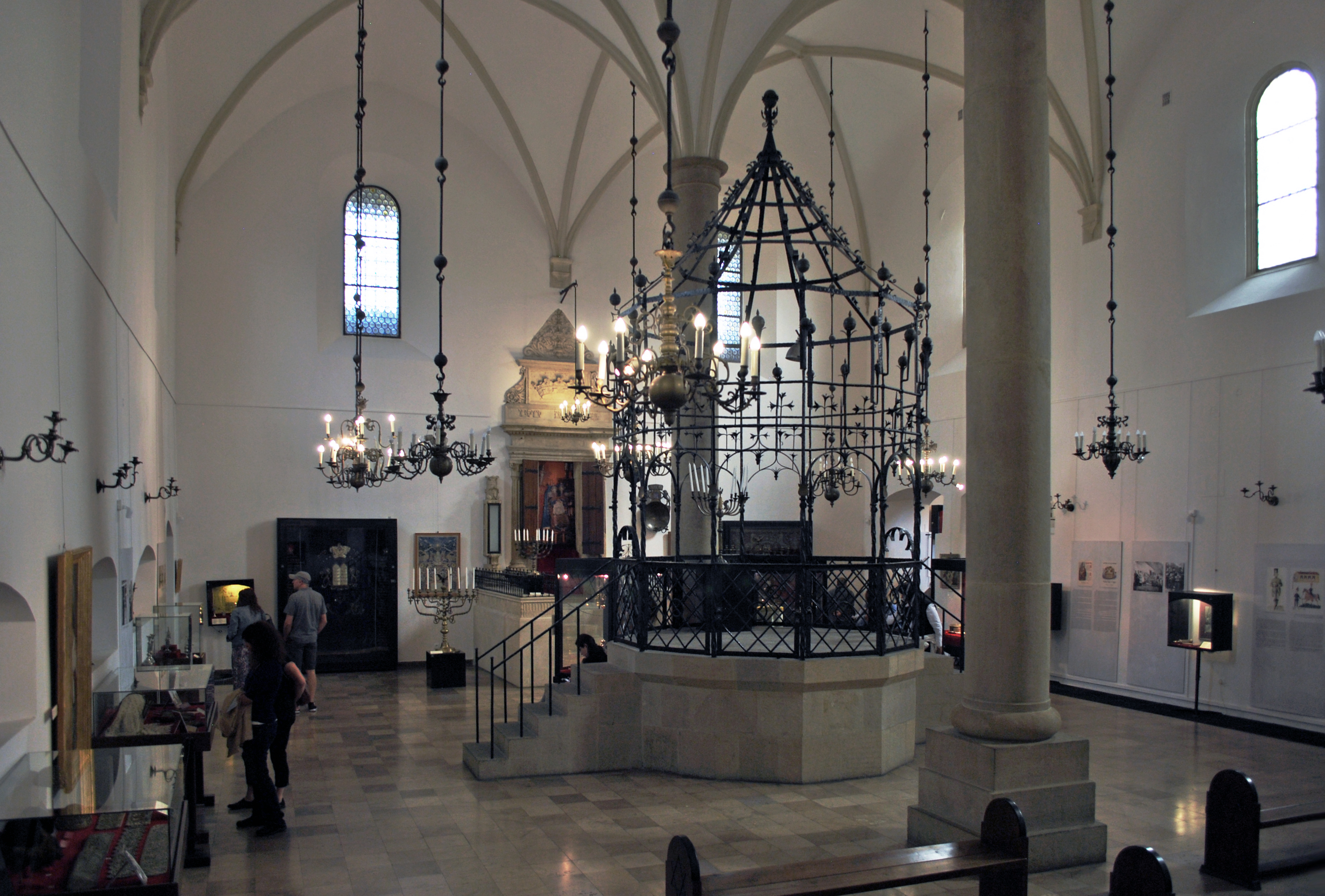
Synagoga w 2015
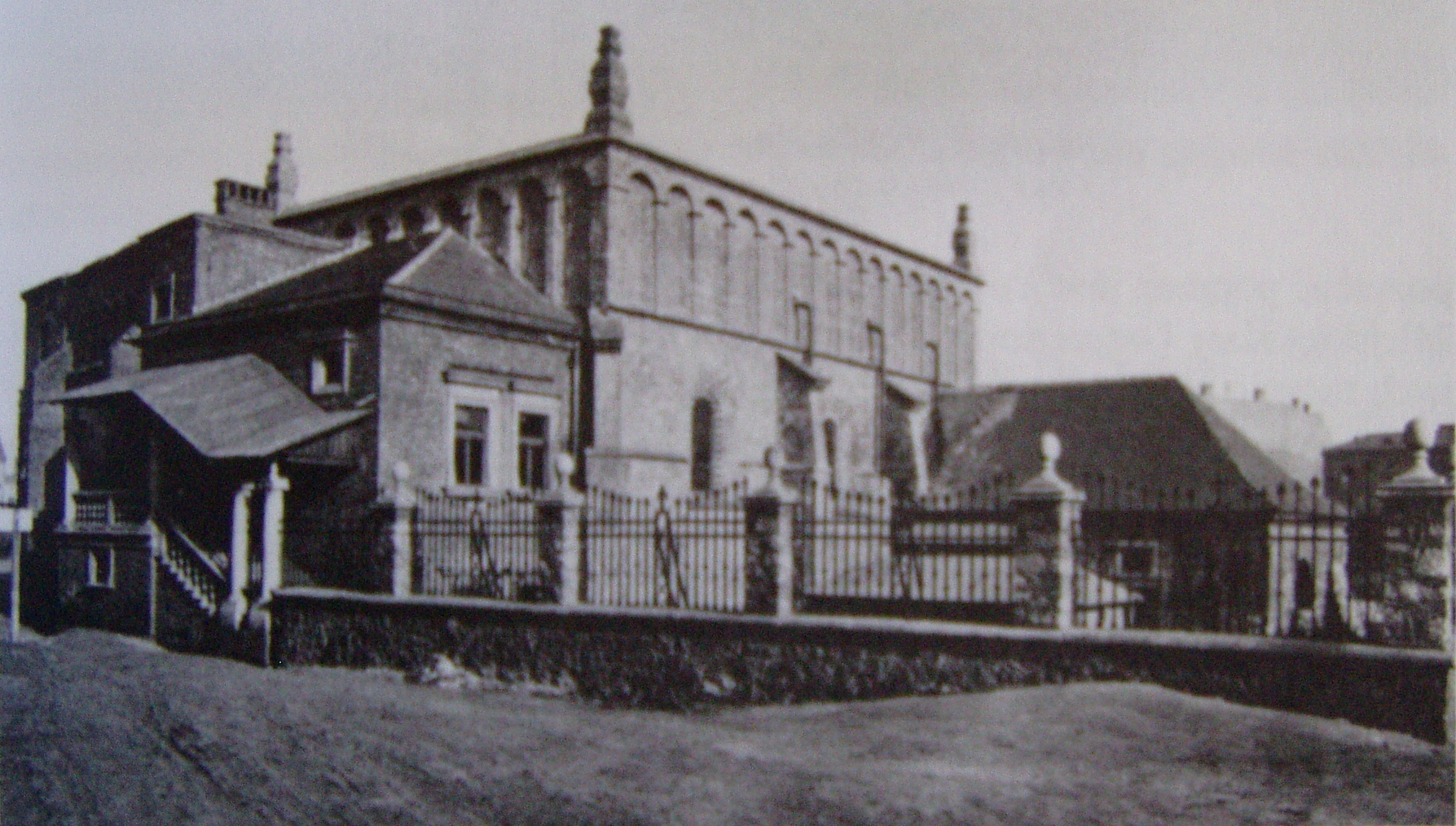
Synagoga od strony południowo-zach., 1913
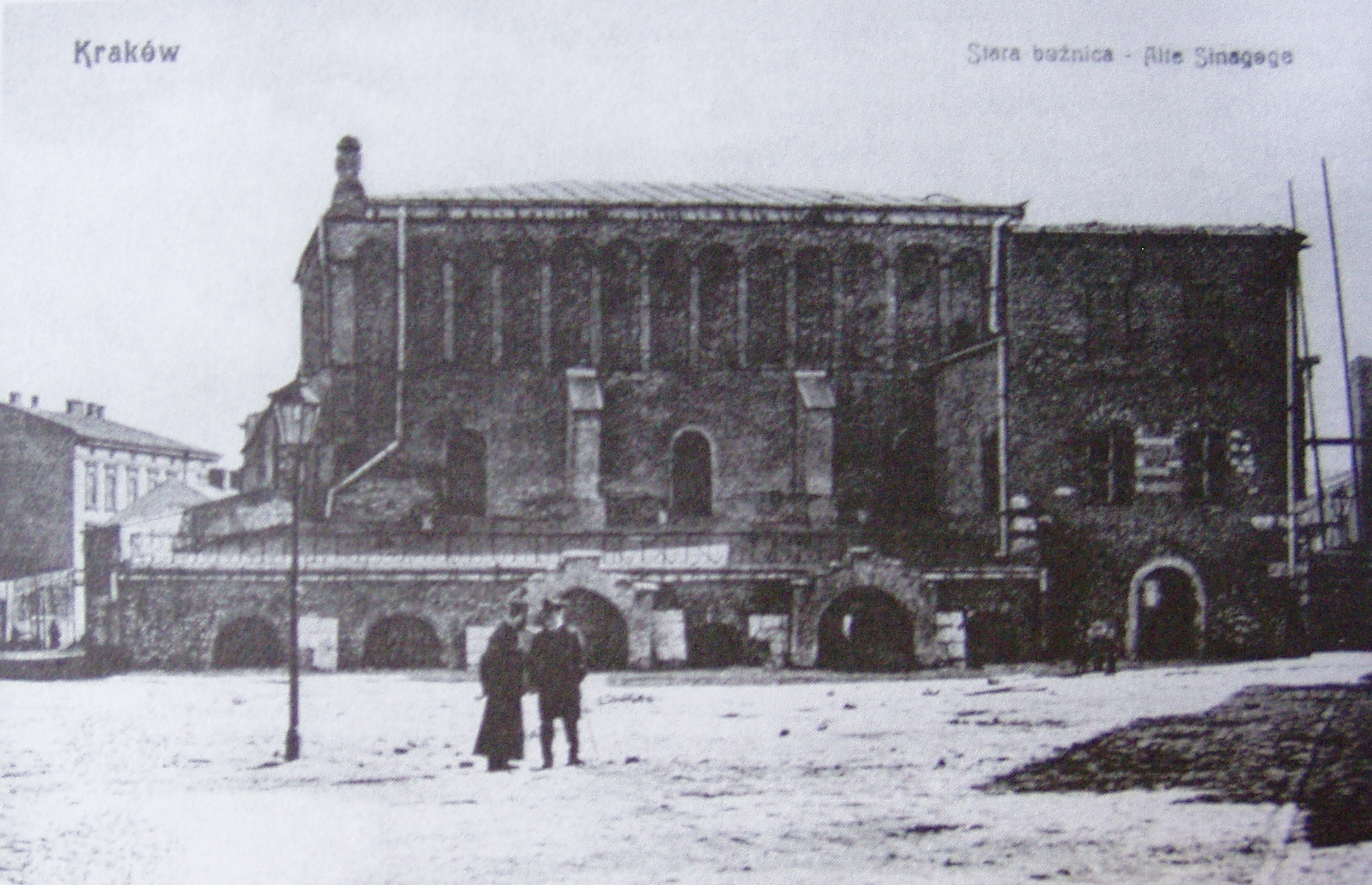
Fasada synagogi, 1913
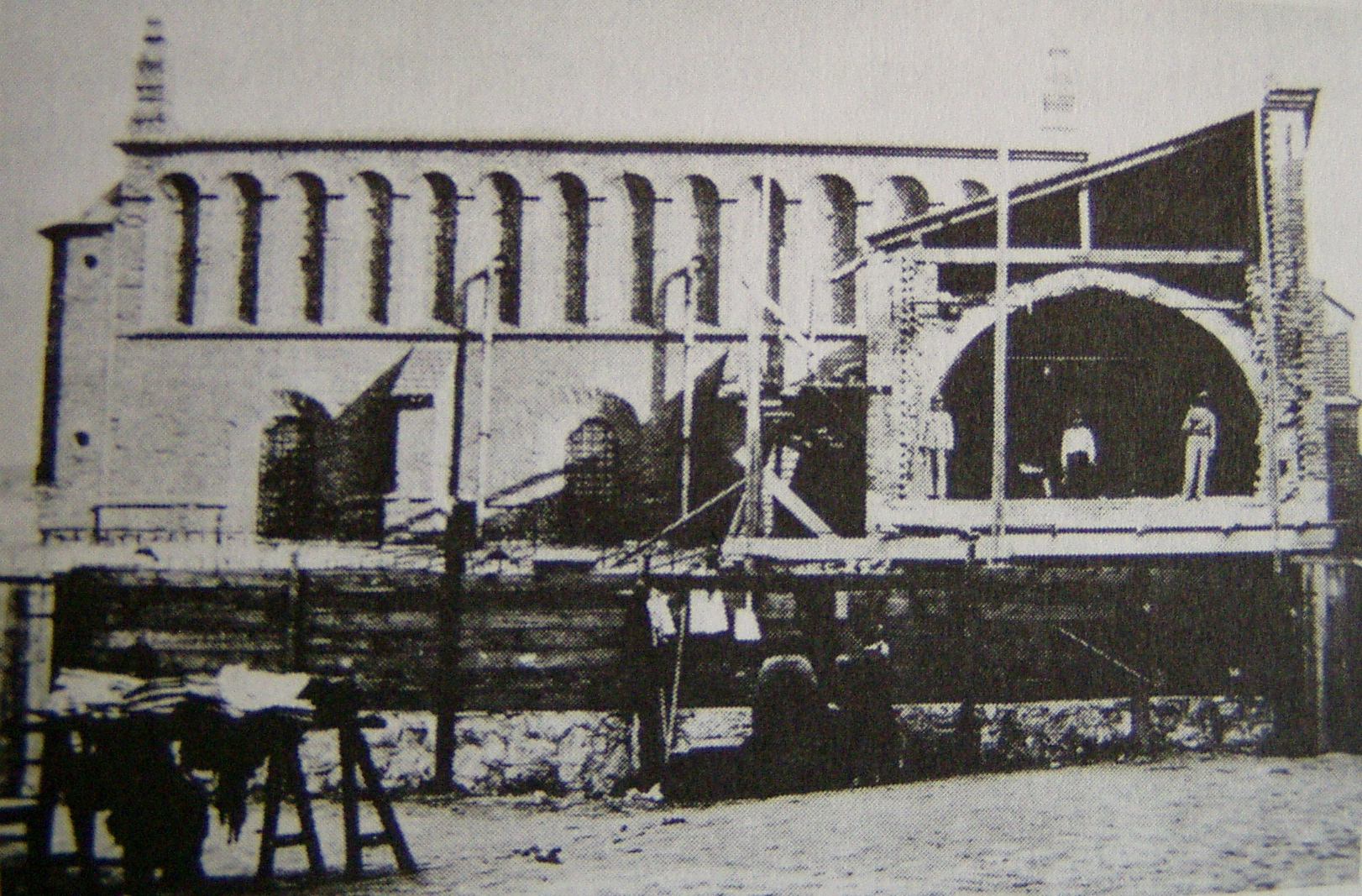
Przebudowa synagogi, 1923
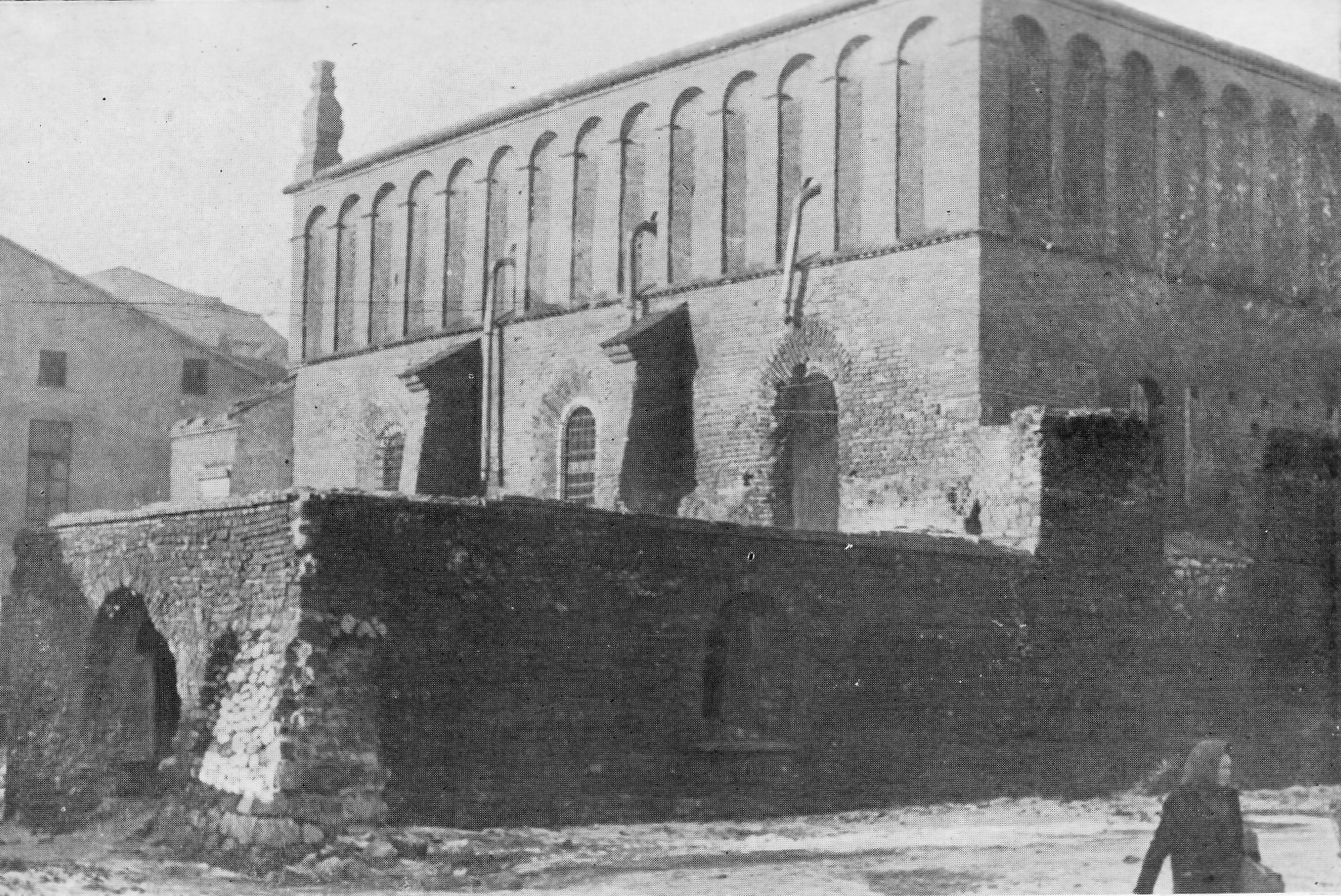
Synagoga po II wojnie światowej
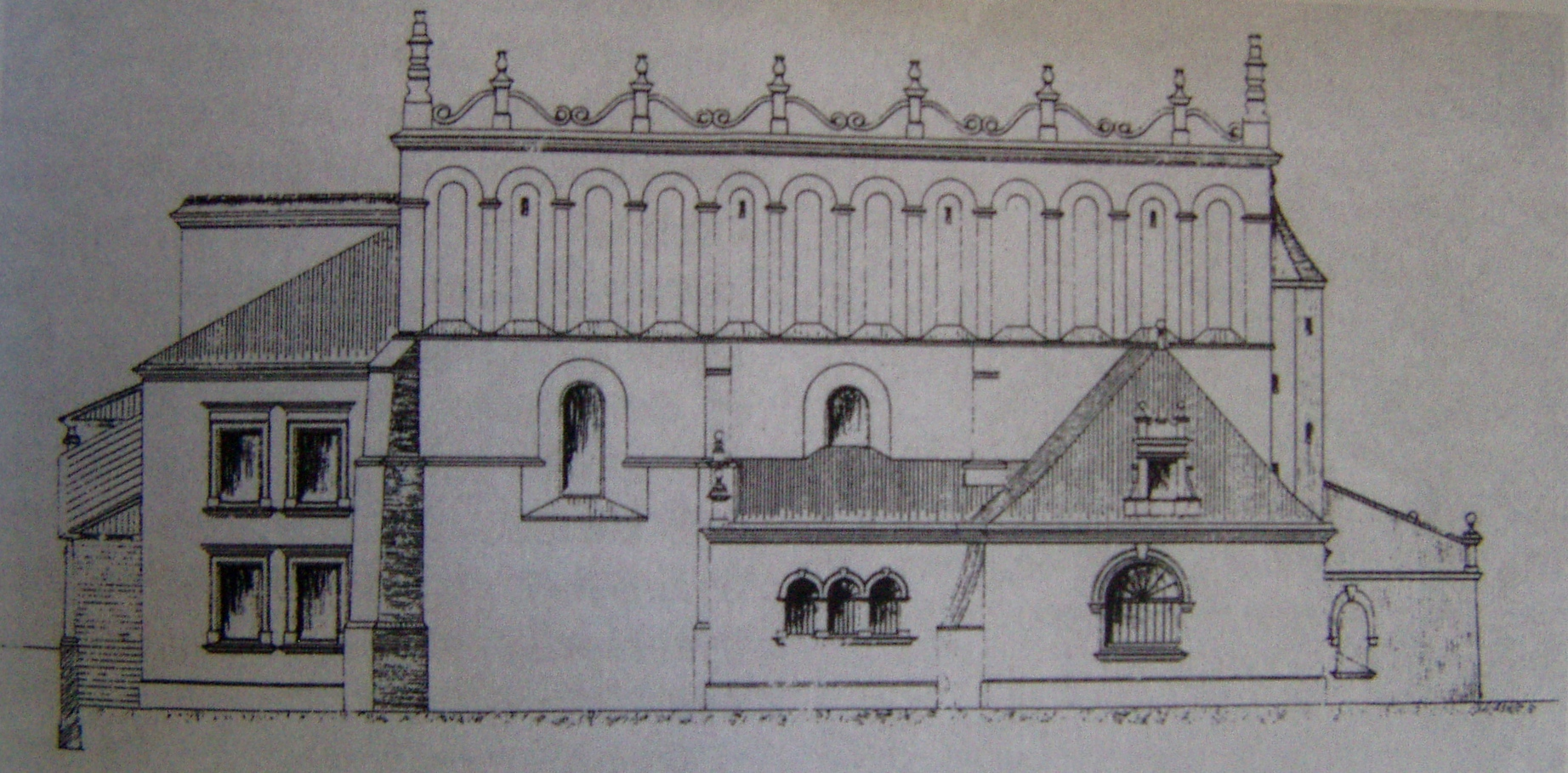
Projekt z 1904 roku - elewacja południowa
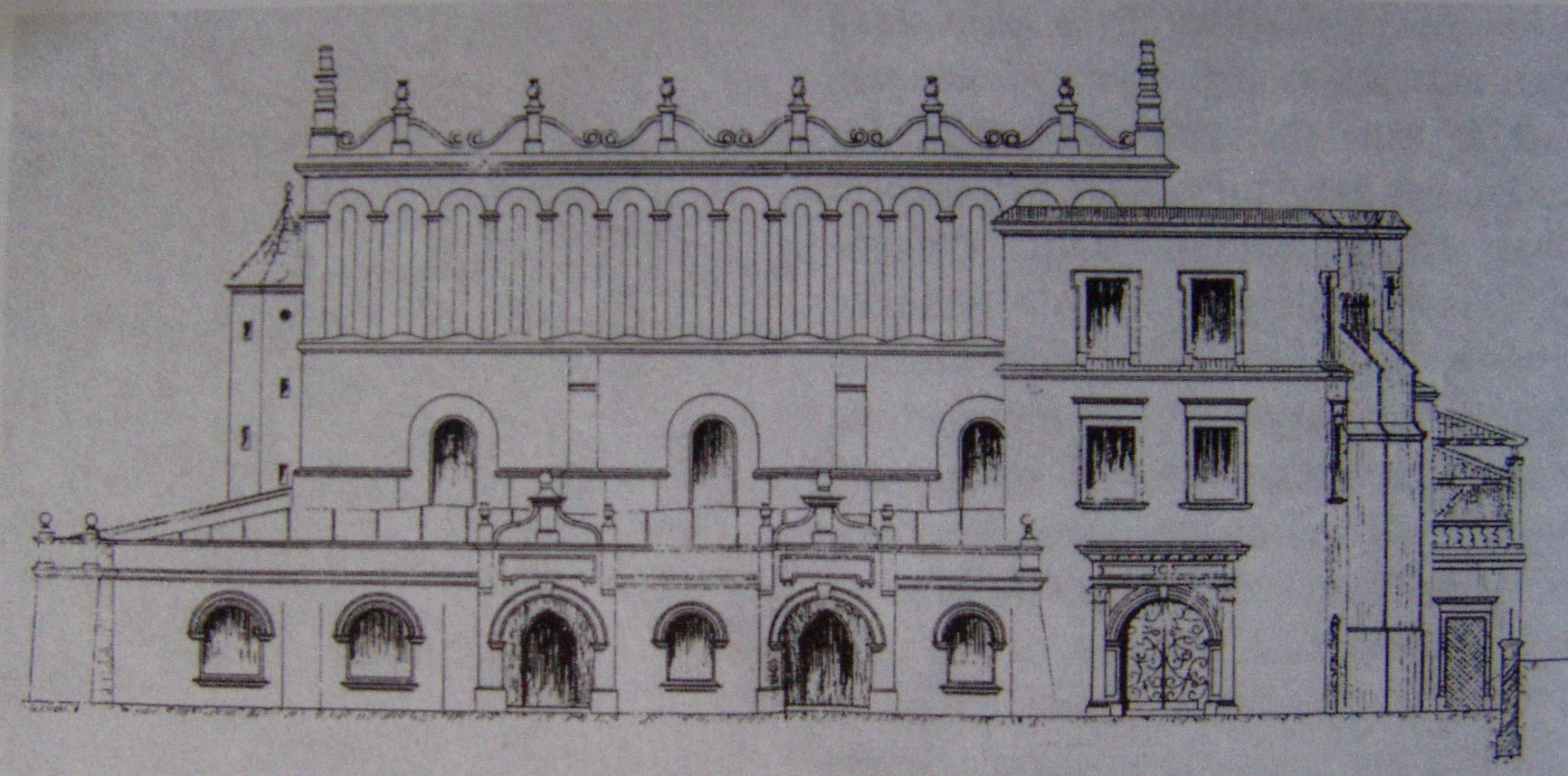
Projekt z 1904 roku - elewacja północna
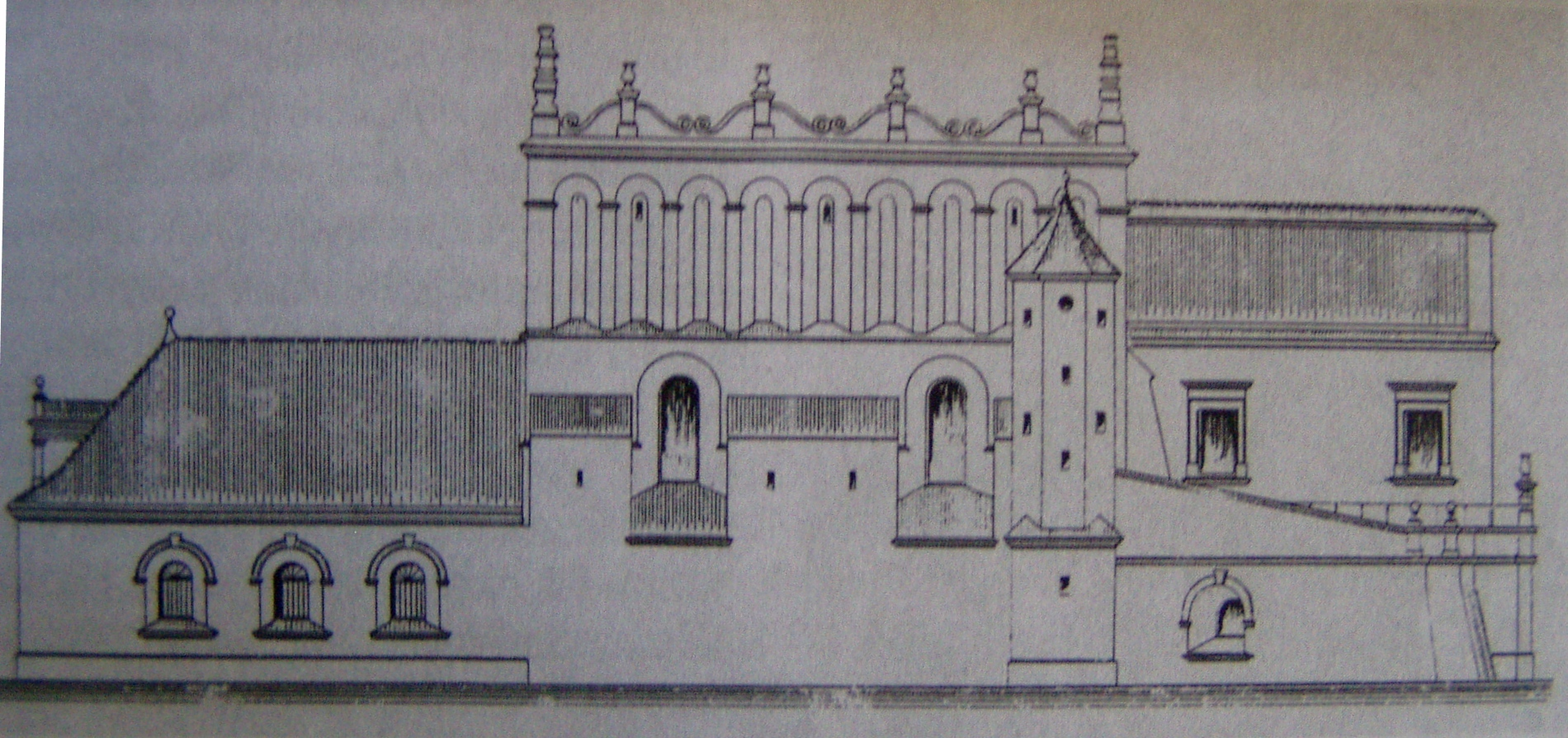
Projekt z 1904 roku - elewacja wschodnia
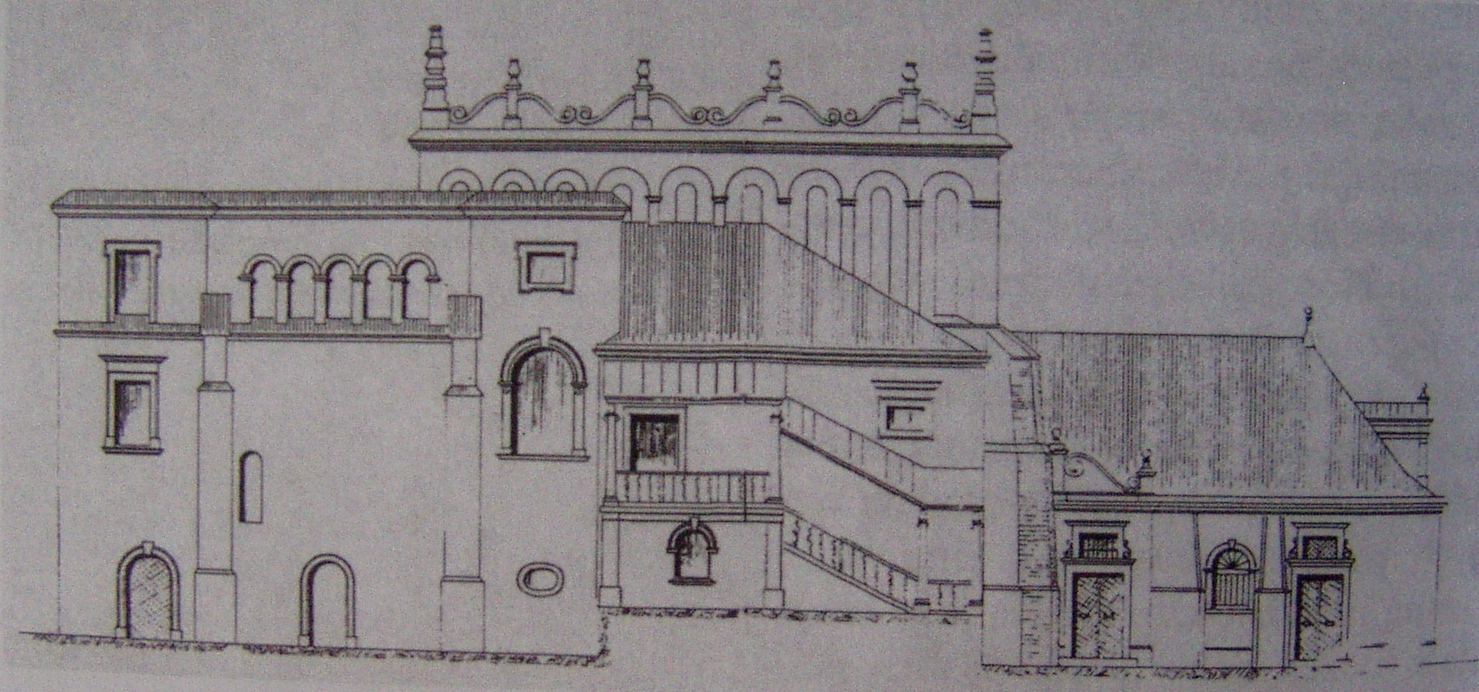
Projekt z 1904 roku - elewacja zachodnia

W 1903 zarząd krakowskiej gminy żydowskiej podjął decyzję dotyczącą rozpoczęcia prac restauracyjnych synagogi. Decyzja ta wynikała z żądań władz miasta, które po raz pierwszy 10 grudnia 1900 wezwały gminę żydowską do odnowienia elewacji frontowej synagogi, która była w coraz gorszym stanie. W tym samym roku powołano do życia Komitet Odbudowy Starej Synagogi, który miał czuwać na pracami budowlanymi oraz kontrolować finansową stronę przedsięwzięcia. Przewodniczącym komitetu został prezes krakowskiej gminy żydowskiej Samuel Tilles, a w skład zarządu weszli wiceprezydent Krakowa Józef Sare oraz konserwator zabytków Stanisław Tomkowicz. Prace renowacyjne prowadzone były według planów przygotowanych przez architekta Zygmunta Hendla w czerwcu 1904. Wkrótce uzyskały one akceptację władz budowlanych oraz Centralnej Komisji dla zachowania zabytków i sztuki z siedzibą w Wiedniu.
Projekty opracowane przez Zygmunta Hendla oparte zostały na przeprowadzonych wcześniej dokładnych analizach struktury budynku i jego detali architektonicznych. Swoją koncepcję Hendel opracował, wykorzystując renesansowy charakter synagogi z czasu jej przebudowy przeprowadzonej w latach 1556-1570. Prace restauracyjne połączone z częściową przebudową miały nadać budowli stylistyczną i estetyczną integralność z podkreśleniem neorenesansowego detalu architektonicznego.

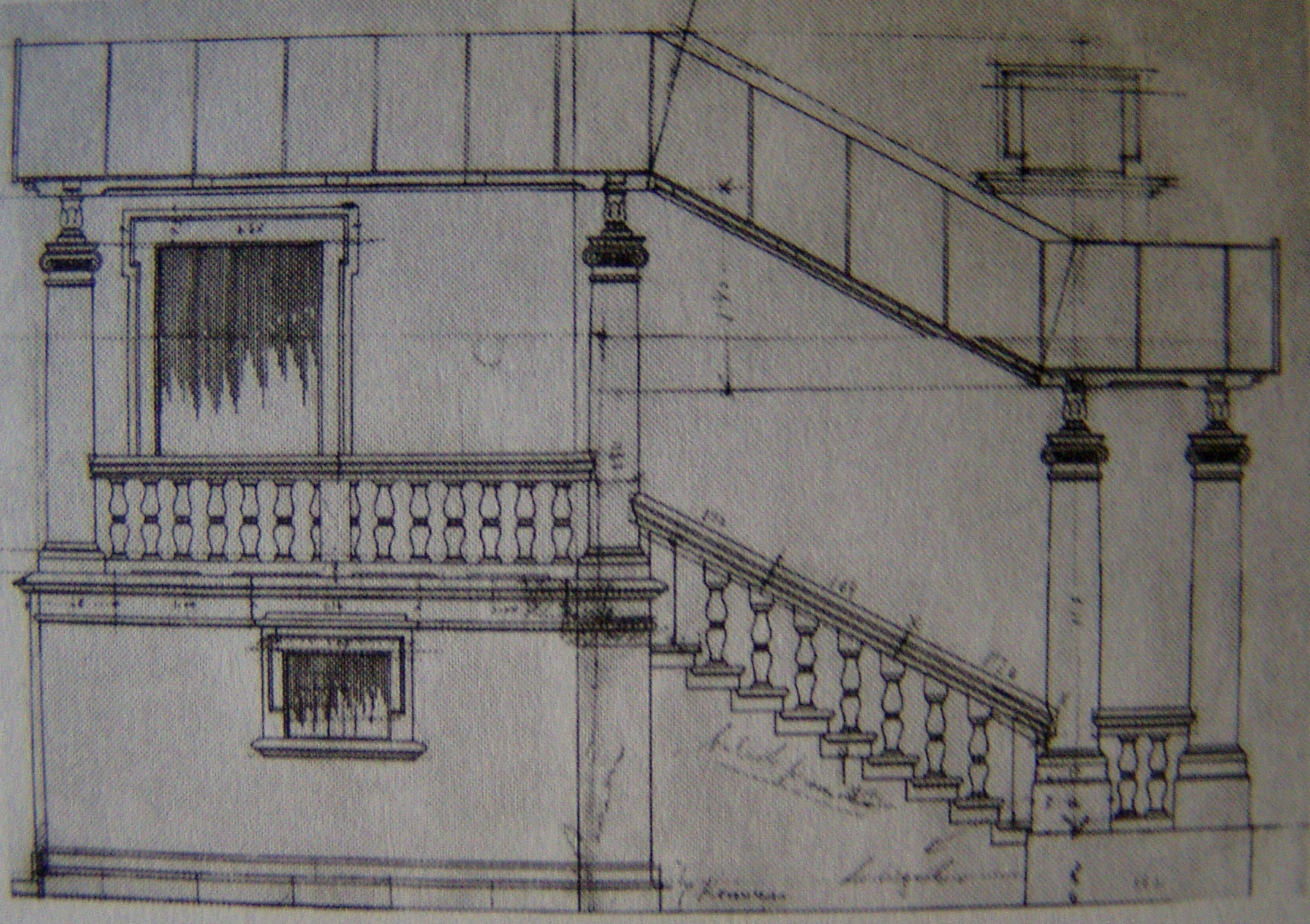
Projekt loggii, 1904
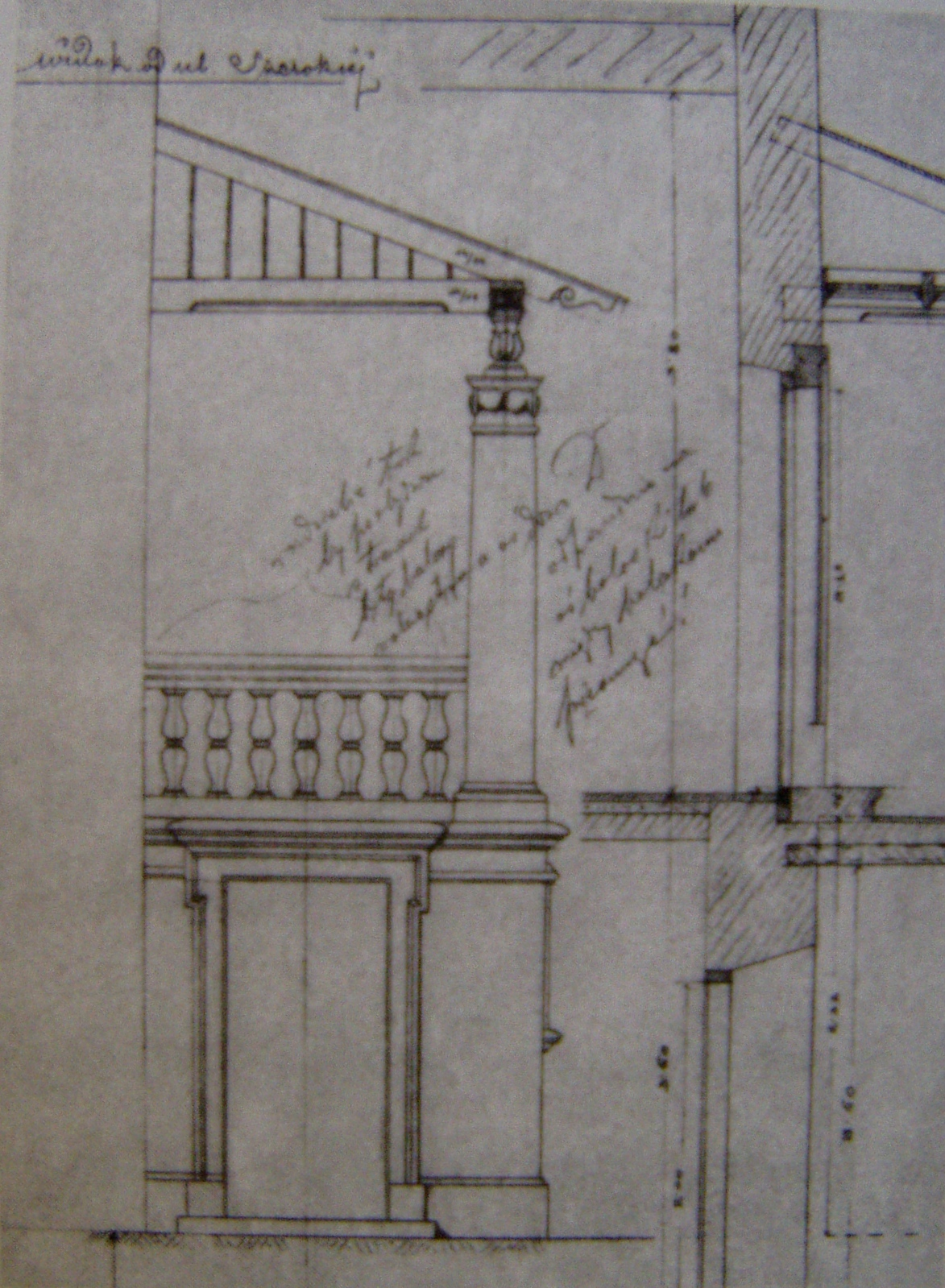
Projekt loggii, 1904
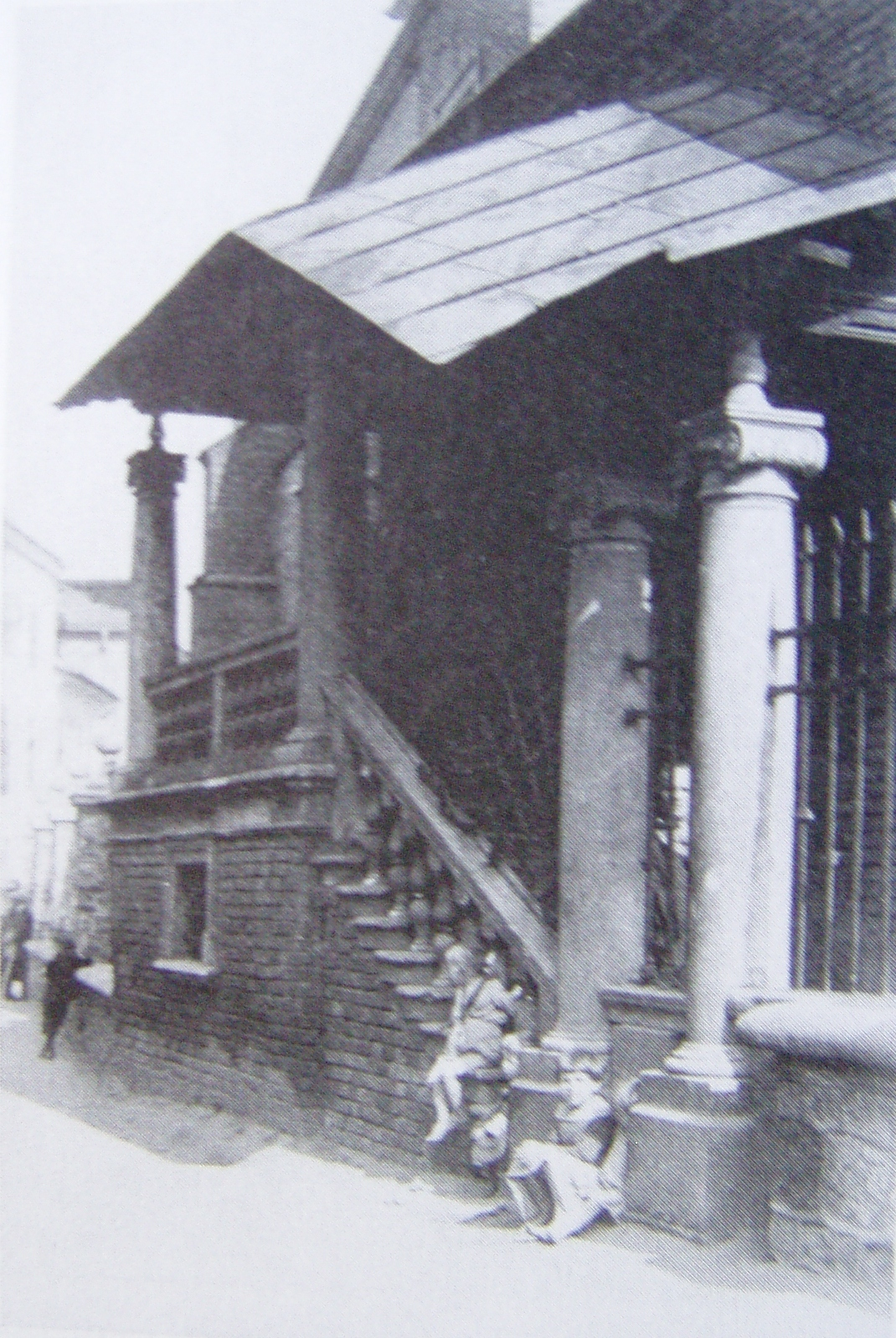
Loggia, 1927
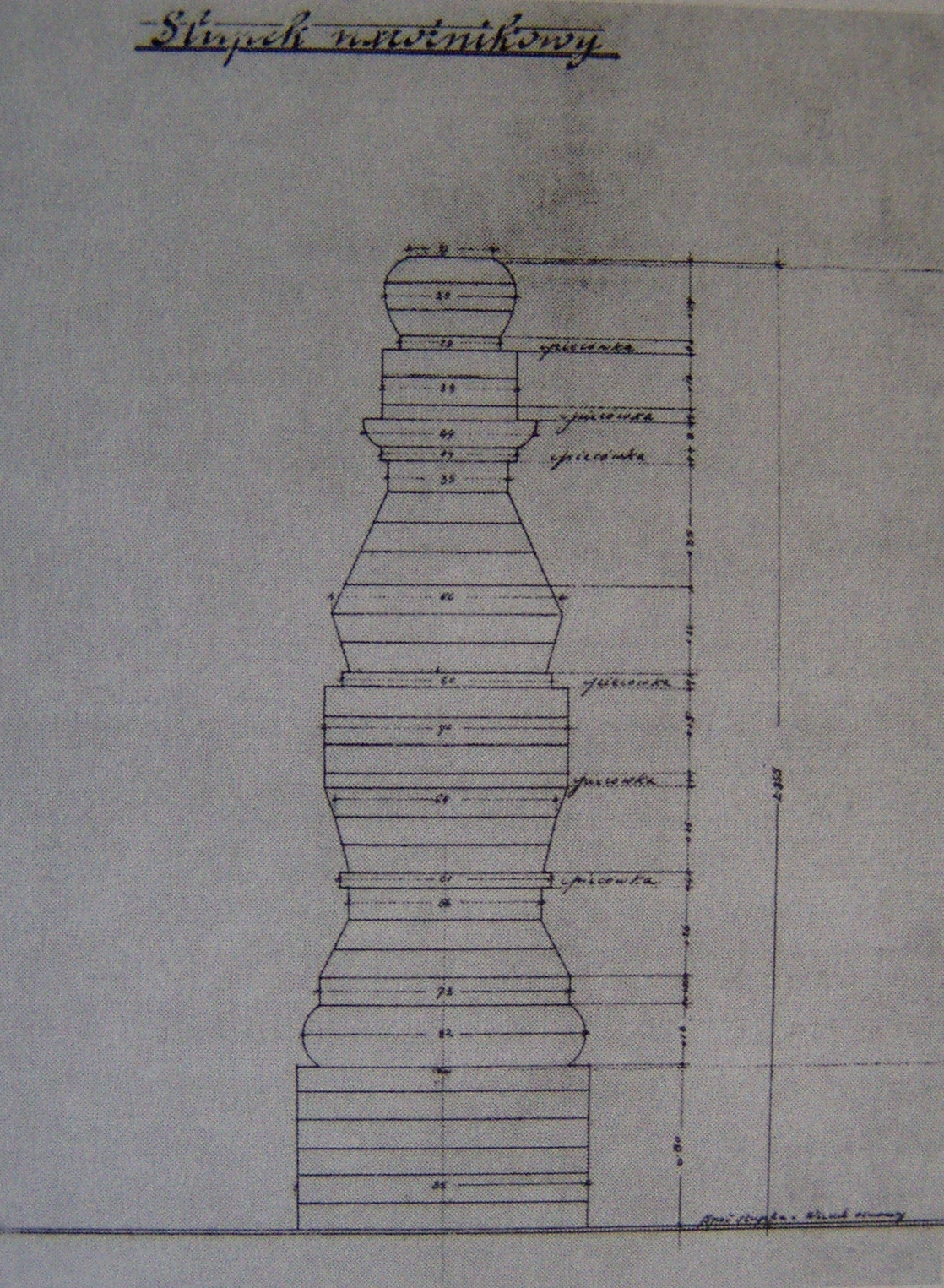
Projekt sterczyny, 1913
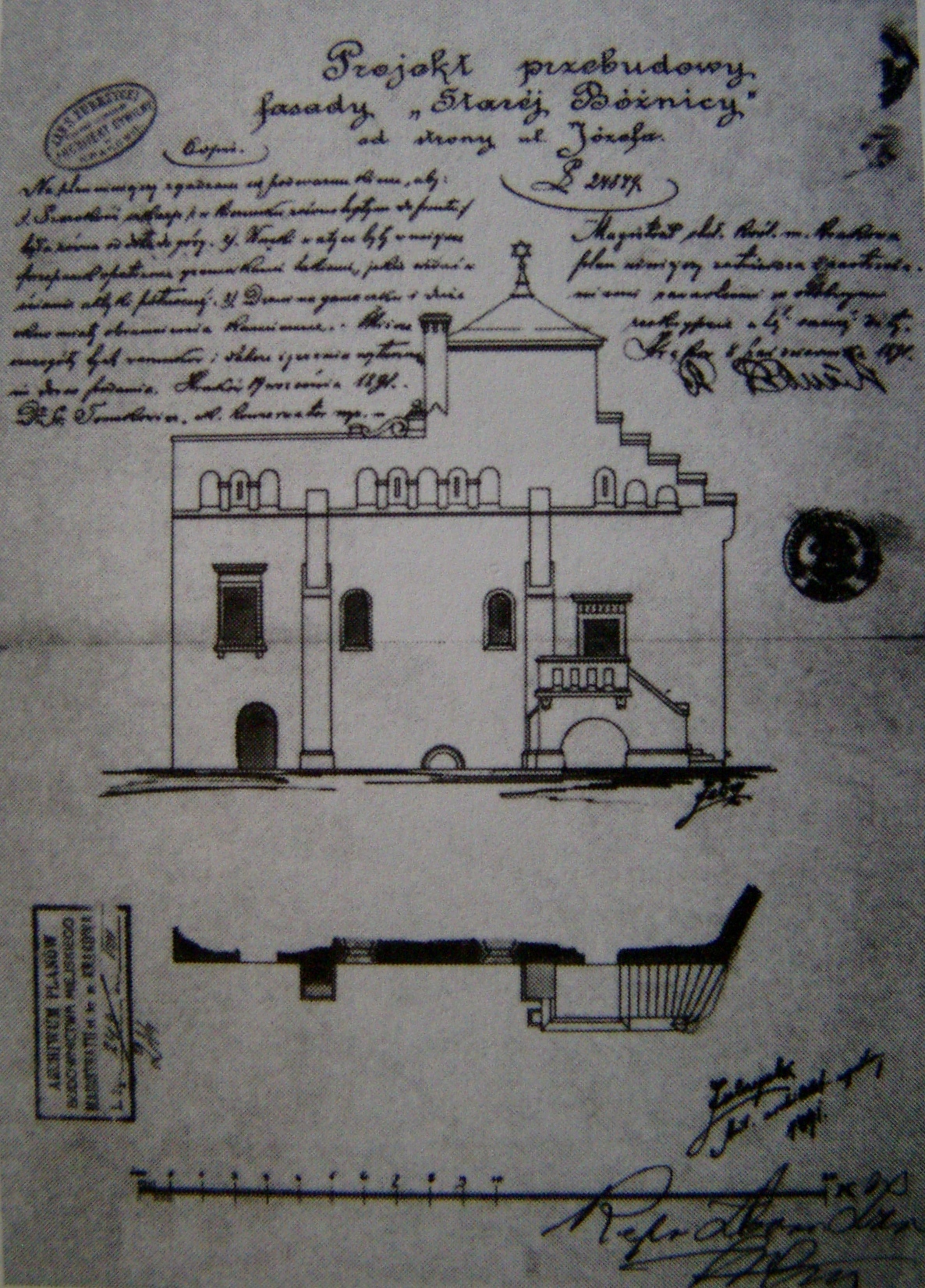
Projekt przebudowy elewacji zach., 1891

Zygmunt Hendel zamierzał uwypuklić attykę budynku, która miała zostać podkreślona ozdobnym grzebieniem z wolutami i dzbanuszkami oraz czterema sterczynami w narożnikach, a także zaprojektował dwa portale babińca, które otrzymały formę zbliżoną do aediculi. Neorenesansową formę otrzymał również portal głównego wejścia, którego kształt powstał w oparciu o formę portalu prowadzącego z przedsionka synagogi do głównej sali modlitewnej. Hendel opracował też projekt przebudowy elewacji zachodniej, gdzie głównym elementem kompozycyjnym była neorenesansowa loggia. W jej projekcie wykorzystał motyw kolumn jońskich z dzbanuszkami, które nawiązywały do m.in. loggii Sukiennic czy arkad trzeciej kondygnacji krużganków wawelskich. Całość kompozycji dopełniał kasetonowy strop, w którego pola zamierzono umieścić rozety. Zygmunt Hendel zaprojektował nową kamieniarkę okienną i drzwiową, gdzie zastosował formy o łukowym zamknięciu, ale także uszate obramienia. Do północnego krańca ściany wschodnie dostawił wieżyczkę, mieszczącą klatkę schodową prowadzącą na strych.
Prace budowlane rozpoczęto w połowie 1904. W tym czasie ich zakres dotyczył zbijania tynków z elewacji, poprzez co wydobyto nieznane dotąd detale architektoniczne. Pierwszy etap prac został ukończony w 1905. W tym roku rozpoczęto drugi etap, przystępując do przebudowy elewacji zachodniej, która została ukształtowana w 1891 przez Jana Sas-Zubrzyckiego. Ta część budynku została bardzo nisko oceniona przez Zygmunta Hendla – stan przybudówek znajdującej się od tej strony ocenił jako nieposiadające żadnej wartości artystycznej, są ogromnie nieregularne, a ich stan techniczny był tragiczny, wręcz grożący zawaleniem. W ich miejsce zaproponował wymienioną wyżej loggie, której budowę ukończono w 1906. W trakcie prac, prawdopodobnie wobec dużych kosztów inwestycji zrezygnowano z niektórych elementów znajdujących się w projektach architektonicznych. Odstąpiono od wykonania wieńczącego attykę grzebienia oraz ozdobnych portali babińca. Zrezygnowano z budowy drugiego pietra nad częścią mieszczącą główne wejście oraz z wykonania niektórych otworów okiennych.
19 października 1906 władze miasta zawarły z gminą żydowską umowę o bezpłatnym przekazaniu na rzecz gminy gruntu wokół Starej Synagogi, jednakże pod warunkiem przeprowadzenia jego restauracji. W 1907 obniżono teren wokół synagogi od strony placu Bawół, ulicy Józefa oraz ulicy Dajwór do poziomu z XVI lub XVIII w. Przedsięwzięcie to zrealizowano na podstawie przedłożonego w Magistracie Krakowskim w 1904 projektu Zygmunta Hendla. Aby zniwelować różnice, jakie nastąpiły w wyniku obniżenia poziomu gruntu pogłębionego o około 1,4 metra, Hendel zaprojektował od strony południowo-zachodniej synagogi kute ogrodzenie. W tym okresie wymieniono również w znacznym procencie substancję murów magistralnych i przylegających do budynku synagogi przypór. W trzeciej ćwierci 1909 ukończono budowę kanalizacji.
W 1909 został przygotowany przez Ferdynanda Lieblinga kosztorys prac, które zamierzano wykonać w latach 1909-1910. Miały one dotyczyć wymiany substancji murów oporowych, przebudowy dachu babińca, wykonania nowej konstrukcji więźby dachowej nad główną salą modlitewną, sporządzenie kamieniarki okiennej oraz osadzenia krat okiennych. Wobec braku funduszy oraz braku stosownej decyzji Centralnej Komisji dla zachowania zabytków historii i sztuki prace wstrzymano na półtora roku.
Aby wznowić prace, Komitet Restauracyjny Starej Synagogi zwrócił się do Sejmu Krajowego we Lwowie z prośbą o przyznanie subwencji na kontynuowanie prac. W 1911 skierowano pismo, w którym poinformowano o przebiegu dotychczasowych prac i poniesionych kosztach. Przedstawiono projekt dalszych prac ze szczegółowym kosztorysem, który wyniósł 173 tysiące koron austro-węgierskich - dla gminy żydowskiej w Krakowie był to wydatek, przewyższający jej możliwości finansowe. Komitet Restauracyjny mógł pokryć jedynie część kosztów. Przewidywano, ze gmina żydowska przekaże na ten cel jedynie 30 tysięcy koron. Resztę potrzebnych funduszy Komitet planował pozyskać przez inne subwencje, w tym od Miejskiej Kasy Oszczędności, która od rozpoczęcia prac restauracyjnych przekazywała na ten cel po 8 tysięcy koron oraz od władz miejskich, które na ten cel odłożyły 18 tysięcy koron. Komitet Restauracyjny zwracając się do Sejmu Krajowego prosił o subwencję w kwocie 50 tysięcy koron, płatnych w 6 rocznych ratach. Zwrócono się także do Namiestnictwa, które w 1913 wyasygnowało 15 tysięcy koron, płatnych w pięciu rocznych ratach - warunkiem uzyskania tych funduszy było bezwzględne przestrzeganie wszystkich zaleceń konserwatorskich, a także zdobycie dalszych pieniędzy na kontynuowanie prac u krakowskiej władzy administracyjnej.
W 1912, generalny konserwator Max Dworzak, po zapoznaniu się z projektami restauracji synagogi i bezpośrednio budynkiem synagogi wydał decyzję o wznowieniu prac. Konieczna była również zgoda Ministerstwa Wyznań i Oświaty. W związku z przedstawioną ostateczną wersją kosztorysu planowanych prac została ona przyjęta reskryptem z dnia 26 lipca 1912. W nowym sprawozdaniu technicznym opatrzonym datą 1 kwietnia 1913 zawarto szczegółowy opis dalszych prac, m.in. w pierwszej kolejności przebudowę więźby dachowej, w taki sposób aby nie wystawała ponad linię attyki, następnie wymianę struktury attyki od strony placu Bawół i ulicy Dajwór, ze względu że były w złym stanie technicznym oraz nie odpowiadały architekturze ścian starej attyki. Kolejnym krokiem była budowa czterech ceglanych sterczyn stanowiących uzupełnienie attyki - ich formy zrekonstruowano na podstawie oryginału znajdującego się od strony ulicy Szerokiej. Następnie zamierzano wybudować klatkę schodową na strych na ścianie wschodniej w postaci wieżyczki.

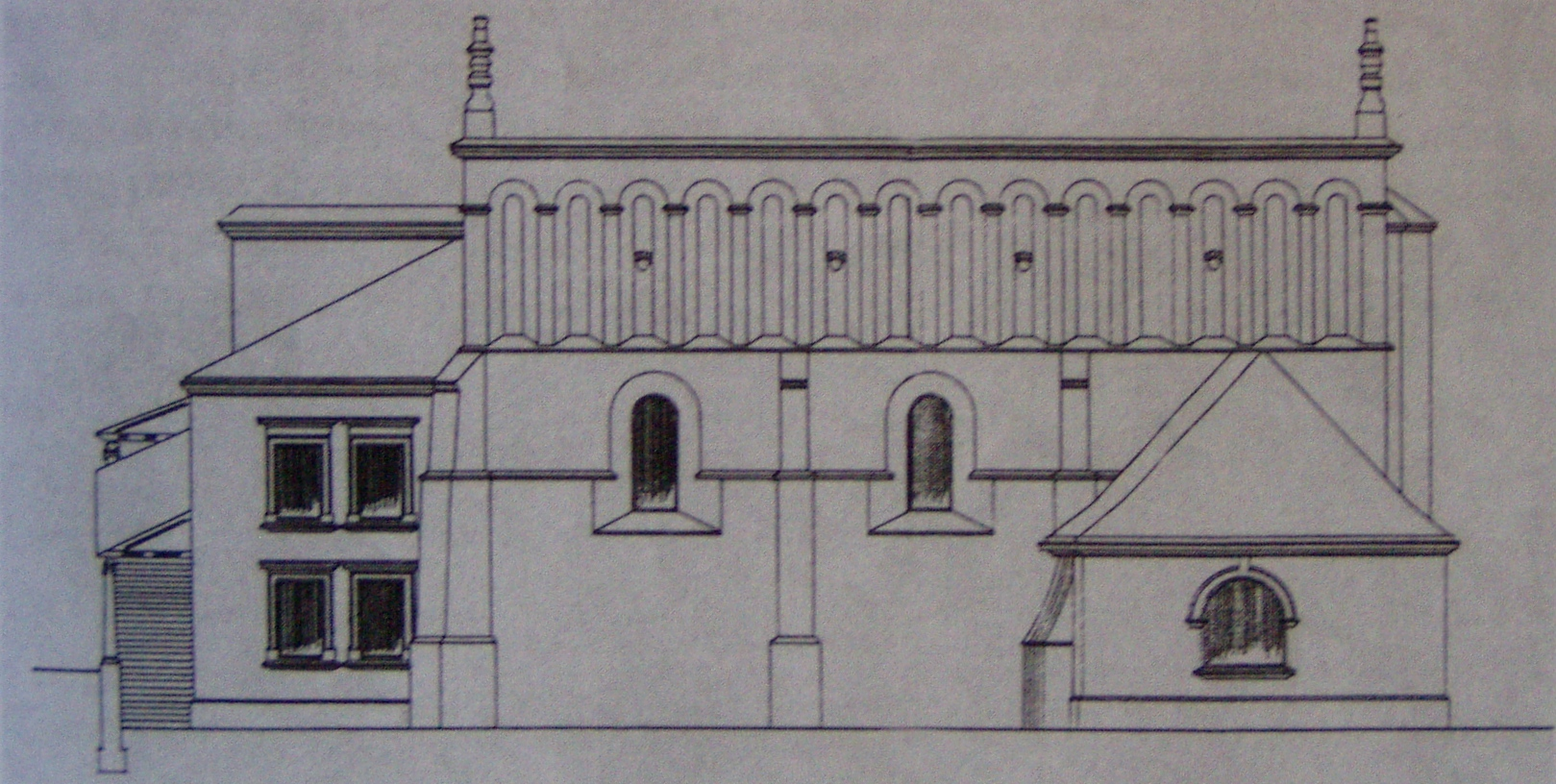
Projekt z 1913 roku – elewacja południowa
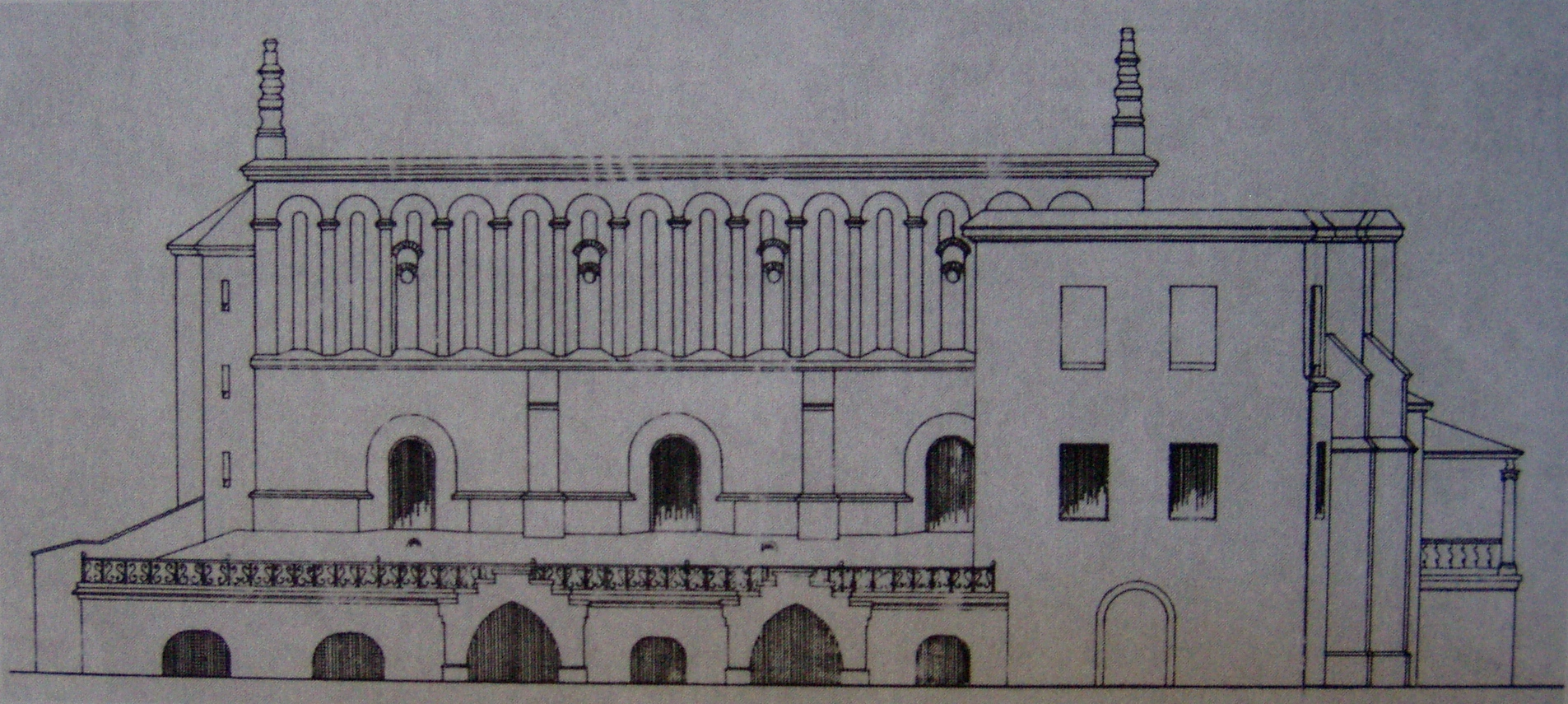
Projekt z 1913 roku – elewacja północna
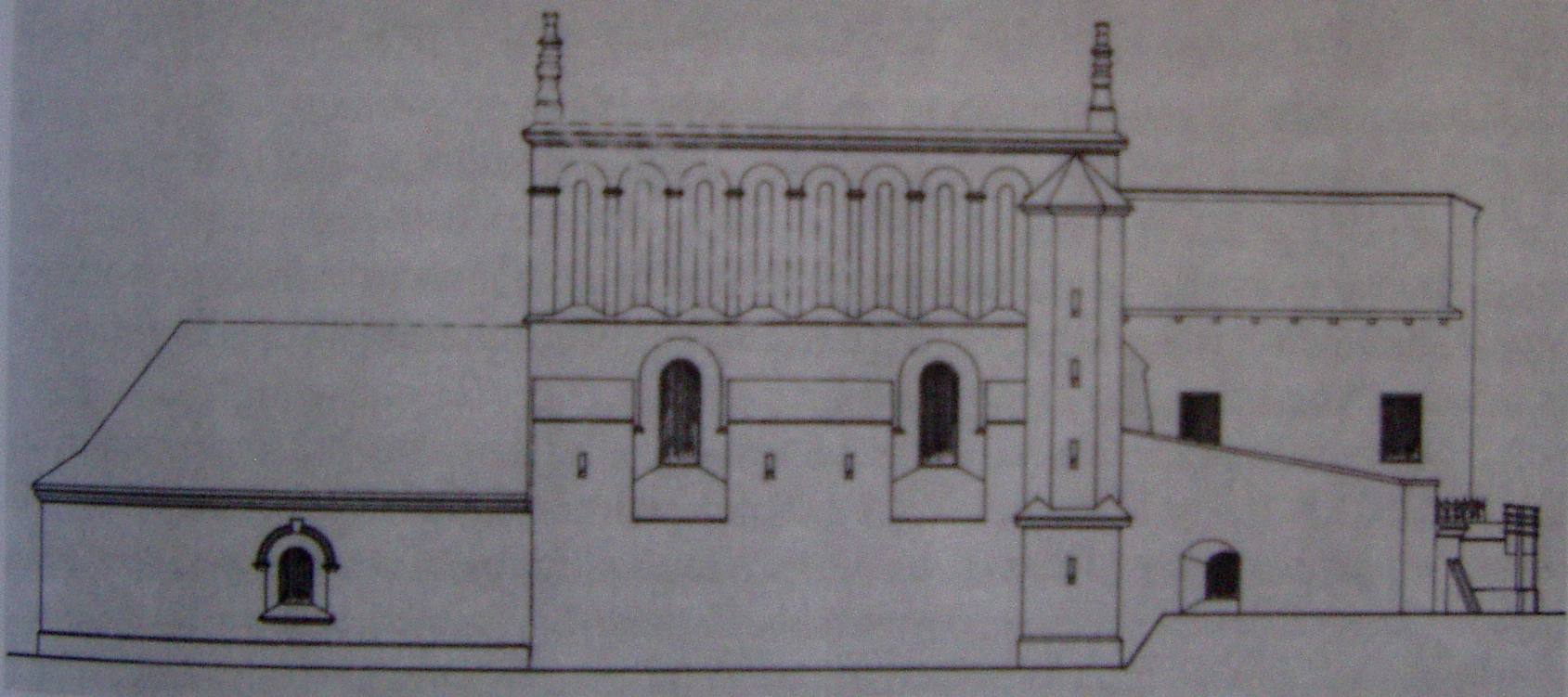
Projekt z 1913 roku – elewacja wschodnia
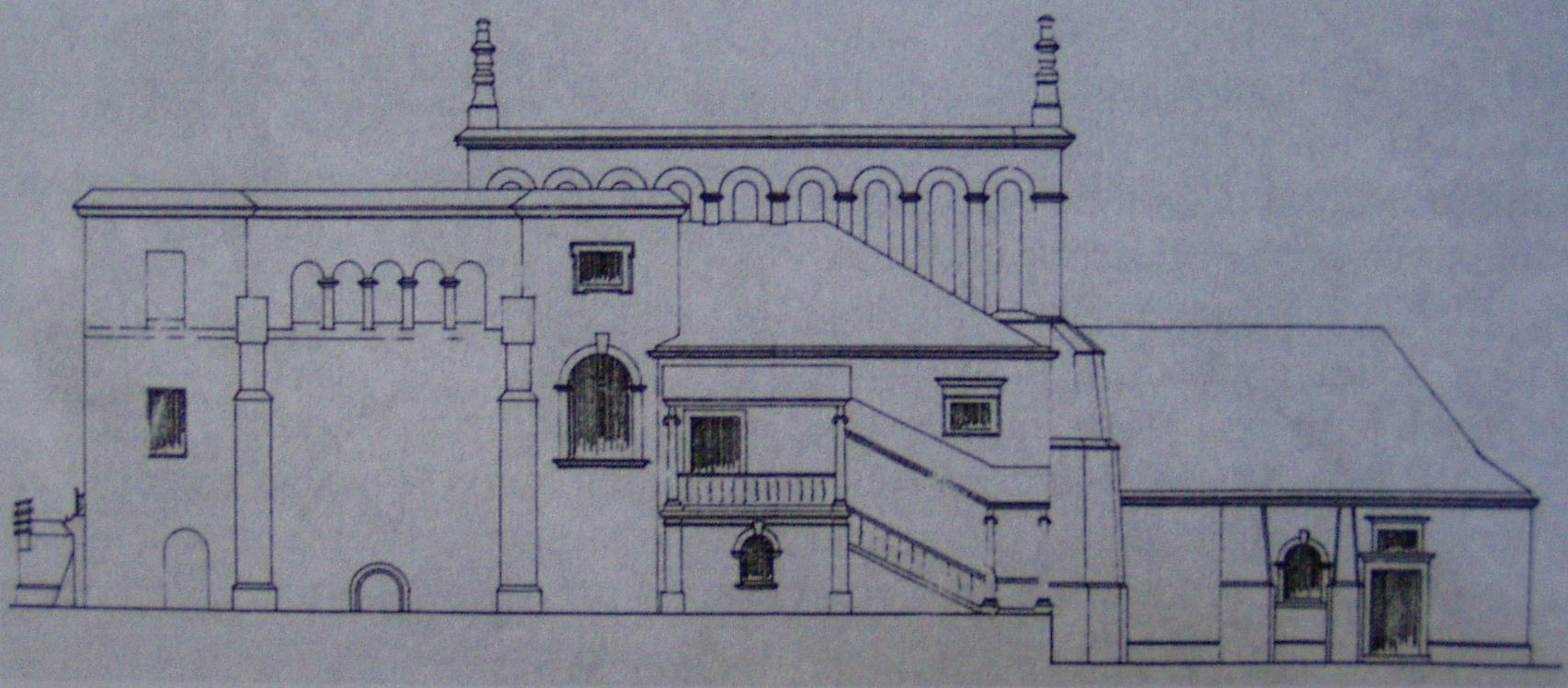
Projekt z 1913 roku – elewacja zachodnia

W 1913 Komitet Restauracyjny otrzymał rządowe subwencje, dzięki którym można było kontynuować prace restauracyjno-budowlane. W kwietniu tego samego roku Zygmunt Hendel przygotował nowe projekty, które dotyczyły nowej więźby dachowej nad główną salą modlitewną oraz babińcem, rekonstrukcję attyki i sterczyn. Względem koncepcji z 1904 roku projekty te były znacznie prostsze i nie zawierały już elementów, takich jak ozdobny grzebień attyki czy portale babińca. Prace wznowiono w połowie 1913. W liście z 15 maja tego samego roku Hendel namawiał władze gminy żydowskiej do natychmiastowego wznowienia prac, natomiast w liście do Samuela Tillesa z 16 lipca zwraca uwagę na konieczność szybkiej wymiany przegniłej struktury więźby dachowej babińca oraz w związku z tym polecił wykonać odlewy częściowo odpadłej sztukaterii, w celu jej przyszłej rekonstrukcji. W tym czasie Hendel na 6 tygodni powierzył prowadzenie prac Ferdynandowi Lieblingowi oraz Jozuemu Oberlederowi, ze względu na urlop.

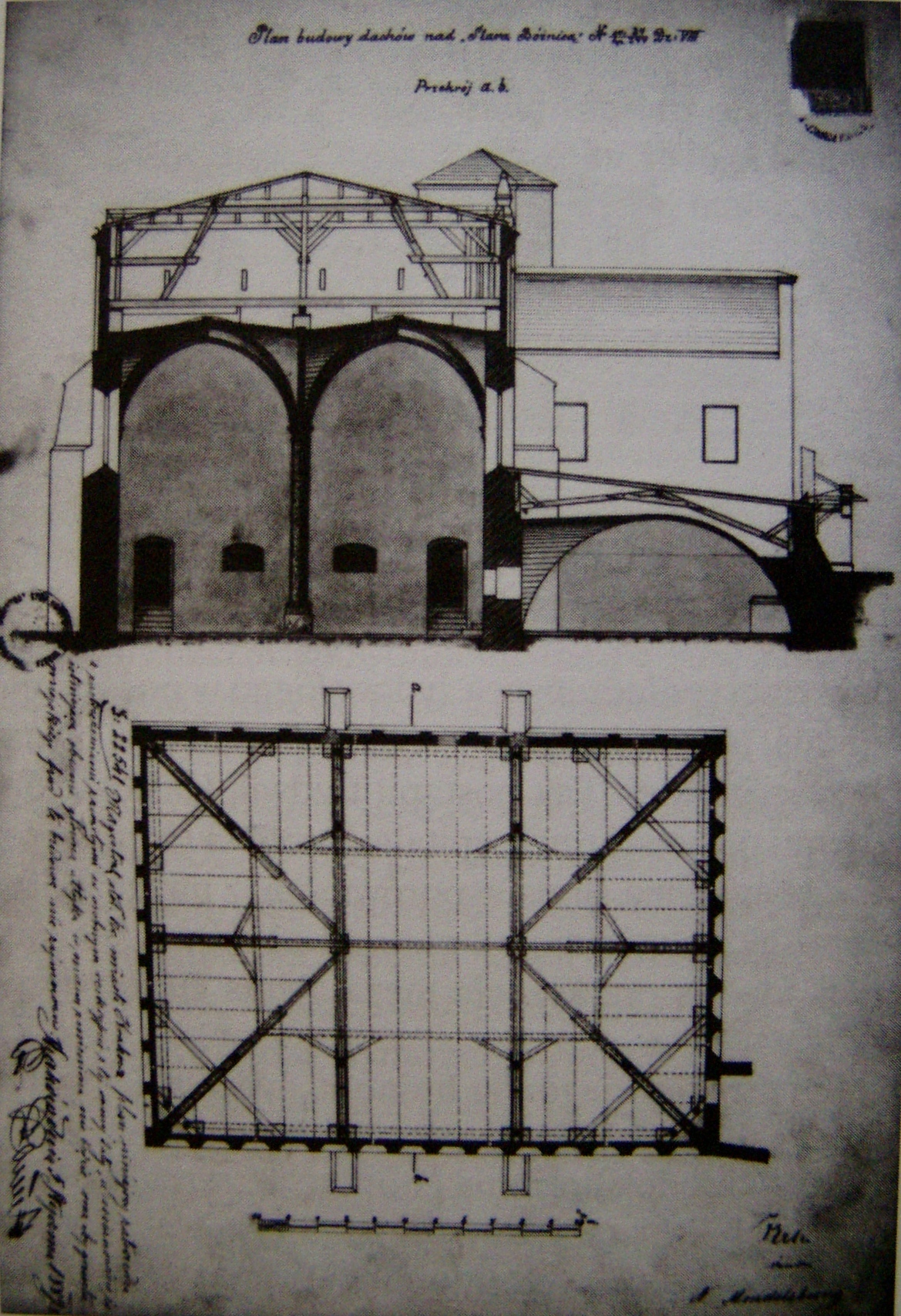
Projekt przebudowy, 1888
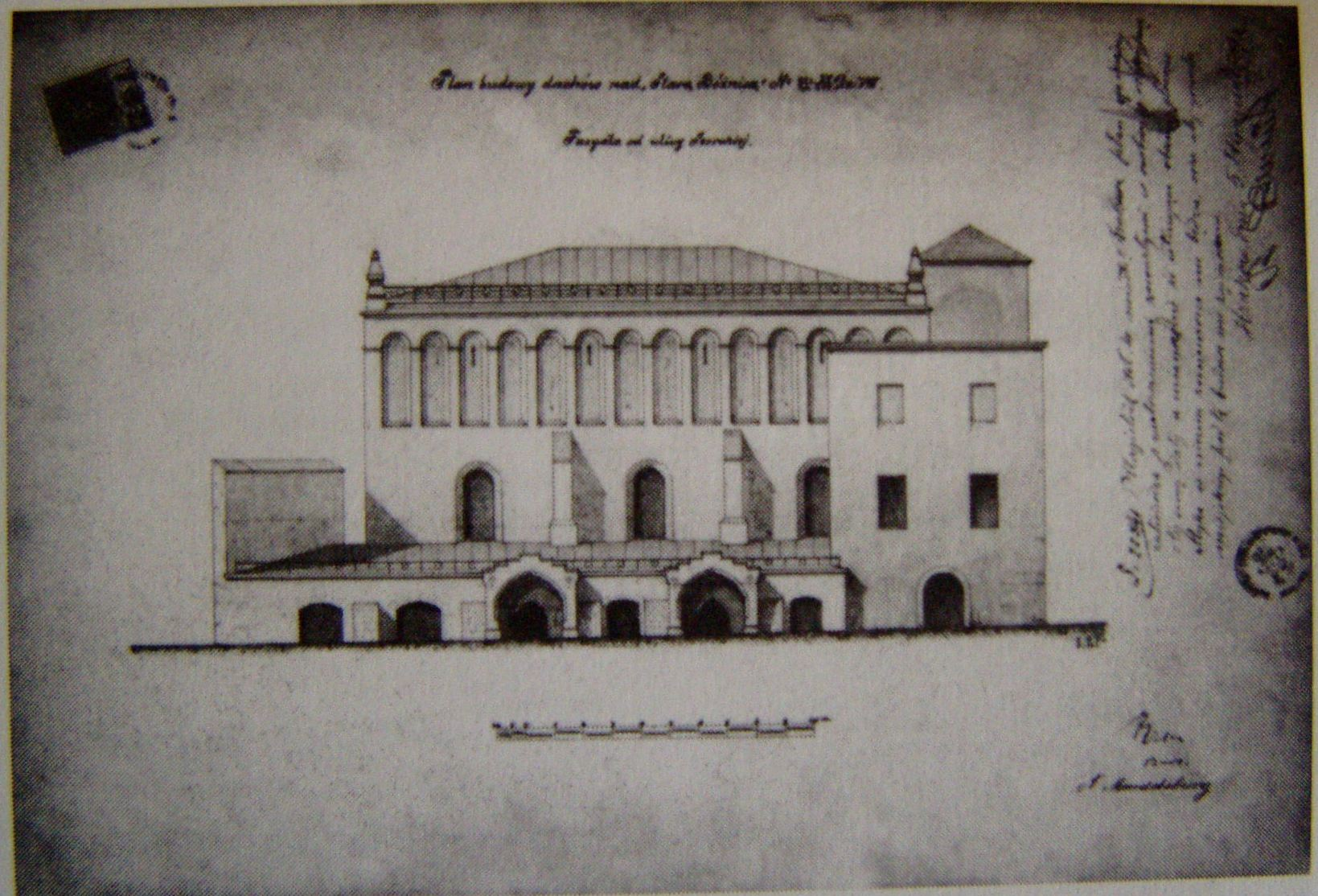
Projekt przebudowy, 1888
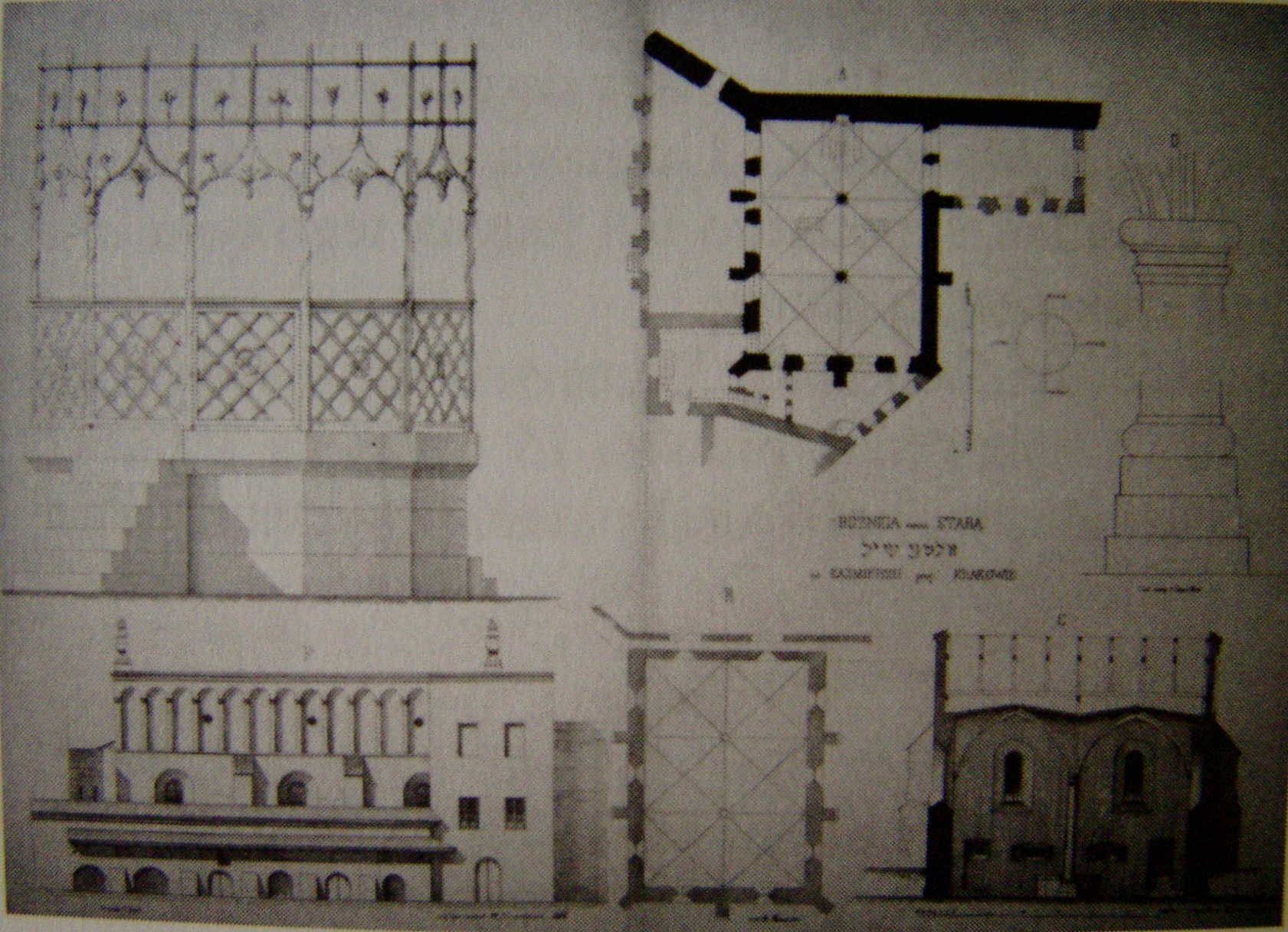
Inwentaryzacja synagogi, 1866
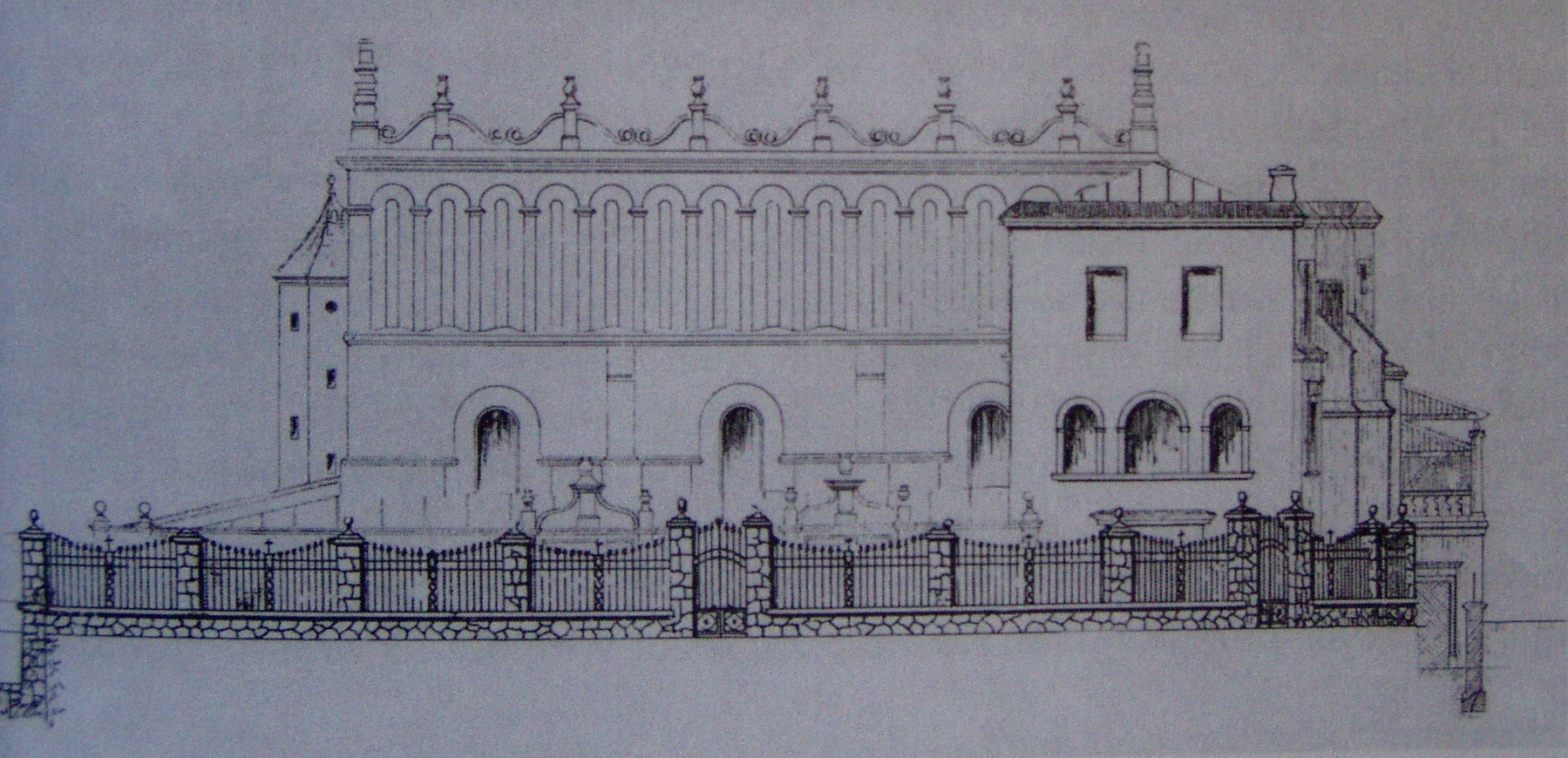
Projekt ogrodzenia od strony północnej, 1923
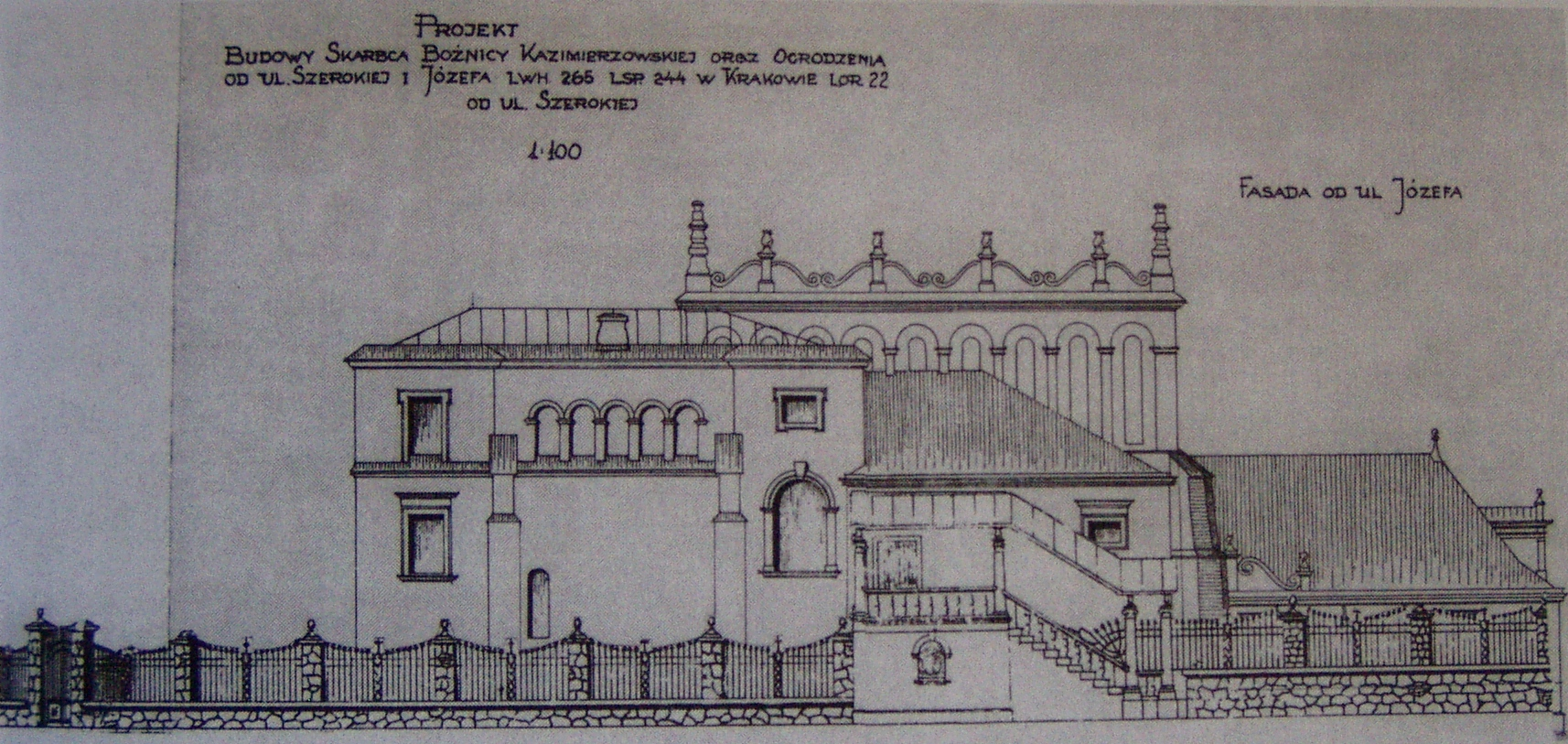
Projekt ogrodzenia od strony zach., 1907

Prace restauracyjne trwały do 1914 i zostały przerwane w związku z wybuchem I wojny światowej. Do tego czasu nie wykonano wszystkich zamierzonych w programie przedsięwzięć. Wykonano jedynie nową konstrukcję dachu babińca oraz zrekonstruowano attykę wraz z dekorującymi ją sterczynami. Prace wznowiono dopiero w 1923, ale miały one już mniej ambitny charakter działań. Prowadzone były nadal przez Zygmunta Hendla. Zakresem działań objęto jedynie przebudowę części mieszczącej główne wejście - zostało ono podwyższone o drugie piętra, w którym urządzono niewielkie muzeum ze sprzętem synagogalnym i domowym. W związku z obniżeniem terenu przed elewacją frontową budynku synagogi, Hendel zaprojektował ogrodzenie, które stanowiło uzupełnienie wcześniejszego, znajdującego się od strony zachodniej i południowej. Zostało ono wykonane w 1925 i stanowiło ostatni element wieloletnich prac renowacyjno-budowlanych Starej Synagogi.
Przeprowadzone w latach 1904–1910, 1913–1914 oraz 1923–1925 prace znacznie poprawiły stan techniczny i funkcjonalny synagogi oraz wzbogaciły jej architekturę o neorenesansowy detal, harmonijnie połączony z dawną strukturą zabytkową. Dodano do niej wiele elementów bezpośrednio związanych ze stylem narodowym, np. „renesansem wawelskim”. W 1927 synagogę odwiedził prezydent RP prof. Ignacy Mościcki.
Najtragiczniejszym okresem dla synagogi była II wojna światowa, podczas której została doszczętnie zdewastowana przez hitlerowców. Jej oryginalny, bogaty sprzęt liturgiczny, srebra, tkaniny, archiwalia, bibliotekę gromadzone przez wieki, wywieziono, a lichtarze o wielkiej wartości artystycznej przewieziono na Wawel i ozdobiono nimi rezydencję gubernatora Hansa Franka. Zniszczono również ozdobne sklepienie, kolumny, bimę i inne części z wyposażenia z kutego żelaza, a w sali głównej urządzono magazyny. 28 października 1943 rozstrzelano pod murami bożnicy 30 Polaków.
Po zakończeniu wojny synagoga pozostawała w stanie kompletnej ruiny. W piśmie Urzędu Obwodowego II Zarządu Miejskiego w Krakowie z 25 lipca 1945 do Wydziału Oświaty, Kultury i Sztuki, tak napisano o stanie Starej Synagogi:
„przedstawia obraz kompletnej ruiny, - stoją tylko mury, poza tym dach zawalony, drzewo rozkradzione, ogrodzenie kamienne częściowo zniszczone, dziedziniec i klozety zawalone cuchnącym kałem, drzwi żelazne wyłamane, brak zupełny urządzenia wewnętrznego, nadto brak okien, kwater, szyb i krat żelaznych. - Wnętrze niezamknięte zamieniono na klozet publiczny”.
W 1956 przystąpiono do renowacji zrujnowanej bożnicy, którą w całości sfinansowało państwo polskie. Pracami kierowali architekci Józef Jamroz i Józef Ptak, którzy w 1959 dzięki wysokiej jakości prac przywrócili synagodze oryginalny, gotycko-renesansowy wygląd, taki jaki nadał jej Matteo Gucci. W 1958 Krakowska Kongregacja Wyznania Mojżeszowego uroczyście przekazała synagogę na cele muzealne. Mieści się tu obecnie oddział Muzeum Historycznego Miasta Krakowa - Muzeum Judaistyczne. W latach 1970–1972 dokonano rozbiórki wysokiego muru ogradzającego bożnicę od północy i zachodu oraz wybudowano szerokie schody tarasowe. Co roku na tych tarasach odbywa się uroczysty, główny koncert w czasie Festiwalu Kultury Żydowskiej.
7 września 1970 poczta Izraelska wydała znaczek o nominale 0,12 szterlinga izraelskiego przedstawiający synagogę Starą.

### Plany odtworzenia ogrodzenia
Muzeum Historyczne Miasta Krakowa planuje odtworzyć historyczne ogrodzenie synagogi, które wykonano w latach 20. XX wieku według projektu Zygmunta Hendla, a rozebrano tuż po zakończeniu II wojny światowej. Muzeum przygotowuje także wniosek o wpis od rejestru zabytków dwóch działek otaczających budynek: przed wejściem do obiektu oraz od strony wschodniej, gdzie znajduje się niewielki skwer. Zostały one przekazane Muzeum w użytkowanie przez gminę Kraków.
Głównym powodem odtworzenia ogrodzenia jest ogólnodostępność placu przed synagogą, który przez okoliczną młodzież i dzieci jest wykorzystywany jako boisko i plac zabaw, co wiąże się z niszczeniem elewacji budynku. Drugim powodem jest zwiększenie estetyki terenu.

## Architektura
Obecnie synagoga jest gotycko-renesansową, prostokątną, dwunawową halą z krzyżowo-żebrowym sklepieniem wspartym na dwóch smukłych kolumnach toskańskich. Do ściany północnej przylega parterowa przybudówka, nakryta trójkątnymi daszkami, w którym mieścił się babiniec północny. Łączy się on z salą główną czterema małymi zakratowanymi oknami oraz współcześnie przebitymi drzwiami. Od strony południowej przylega budynek tzw. babińca południowego, który jest obecnie połączony z salą główną drzwiami, w miejscu których dawniej mieściły się dwa okna. Dach głównego korpusu budynku jest zasłonięty wysoką arkadową attyką rozczłonkowaną wnękami hemisferycznymi i zwieńczona narożnymi sterczynami.
W północno-wschodnim narożniku znajduje się zrekonstruowany fragment miejskiego muru obronnego, który pozwala wyobrazić sobie usytuowanie Starej Synagogi w obrębie średniowiecznego miasta. Z czasów Gucciego zachowała się główna sala modlitewna, kruchta oraz galeria dla kobiet na pierwszym piętrze zachodniej ściany. Obecny stan synagogi jest efektem wielu przebudów i remontów, które przeprowadzano na przestrzeni wieków. Dzisiejszy kształt synagoga uzyskała na początku XX wieku oraz po kapitalnym remoncie w latach powojennych.
Wchodząc do środka przechodzi się przez renesansowy portal z hebrajskim napisem „To jest brama Jahwe, sprawiedliwi przez nią wchodzić będą” z drugiej połowy XVI wieku. W przedsionku w północno-wschodnim narożniku, na podwyższeniu, znajduje się kamienna studnia na „żywą wodę” do mycia rąk. Dalej znajduje się barokowa, kamienna skarbona z pierwszej połowy XVII wieku. Na środku sali na murowanym podwyższeniu znajduje się zrekonstruowana kuta w żelazie, w kształcie baldachimu, ozdobiona kulami z brązu i złoconą koroną - bima.
Na środku wschodniej ściany znajduje się kamienny, późnorenesansowy Aron ha-kodesz z rzeźbioną koroną nad kutymi, ozdobnymi drzwiami, zwieńczonym tablicą z hebrajskim napisem z Księgi Przysłów „Za moim pośrednictwem rządy sprawują królowie”. Obok, na lewo, znajduje się także kamienna, podłużna szafka na ner tamid, a na prawo pulpit kantora.
Do dziś w synagodze zachowały się fragmentaryczne pozostałości polichromii: jeden niewielki fragment na ścianie północnej głównej sali modlitewnej, w babińcu południowym ze śladami wici roślinnej oraz w sali śpiewaków, gdzie przetrwały fragmenty tablicy inskrypcyjnej z modlitwą „El melech joszew al kise racha-mim”. W istocie są to mało czytelne pozostałości trzech warstw malarskich; najmłodsza, prawdopodobnie z około połowy XVII wieku.

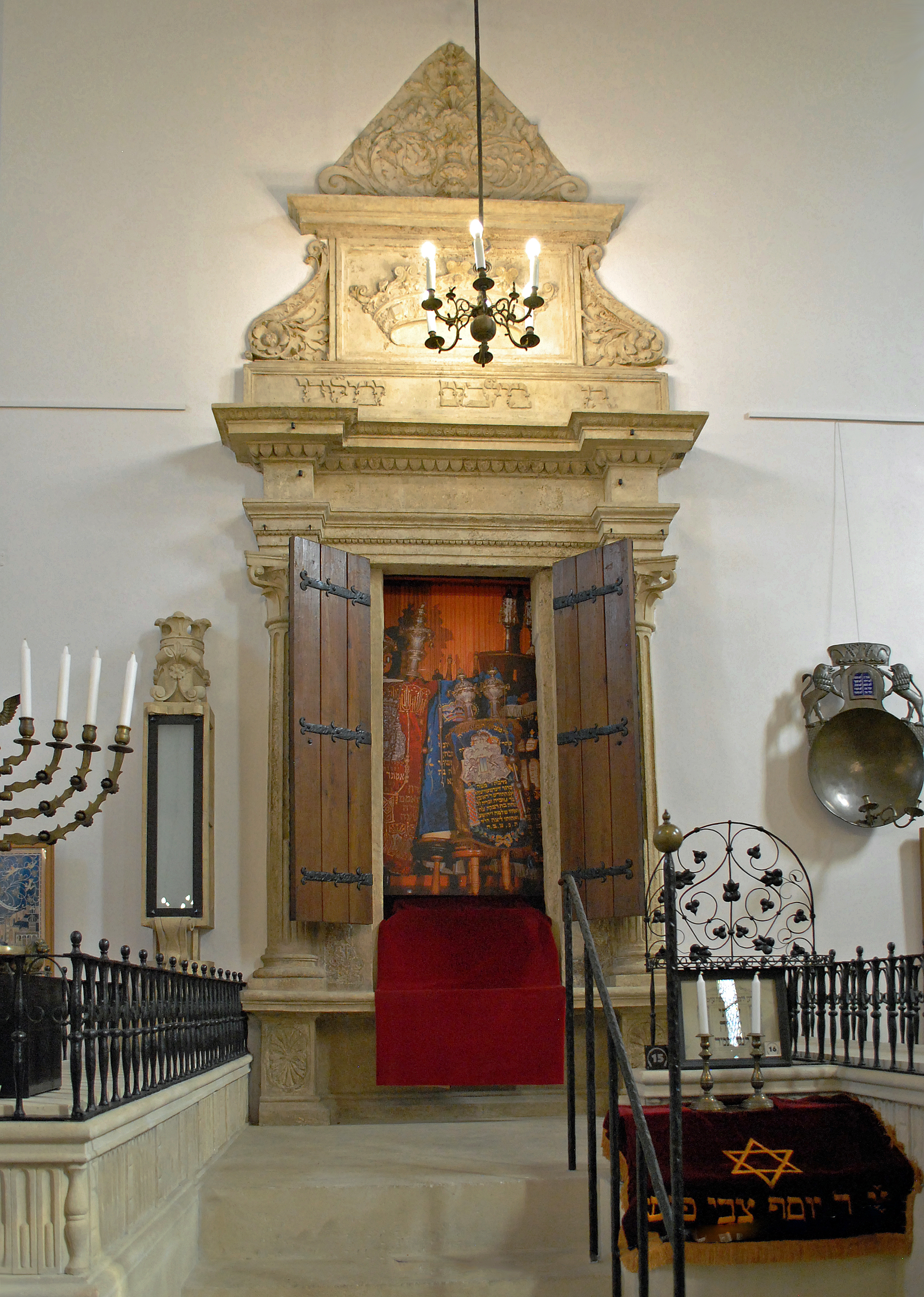
Aron ha-kodesz
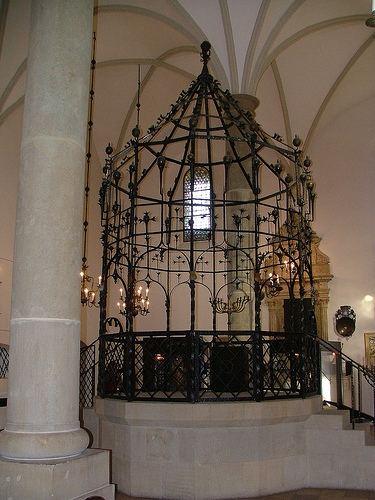
Kuta bima
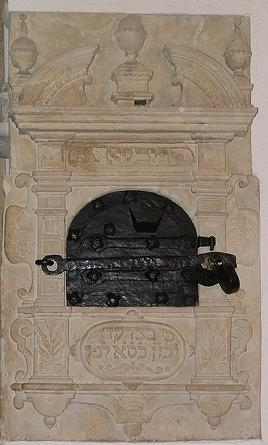
Skarbona
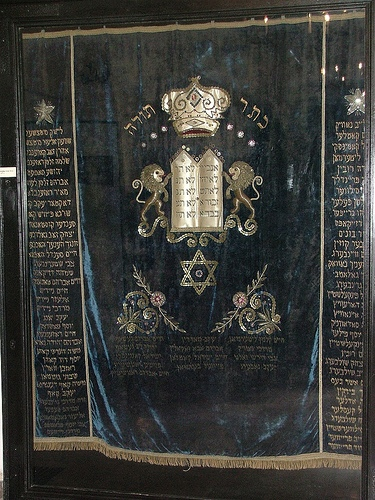
Parochet
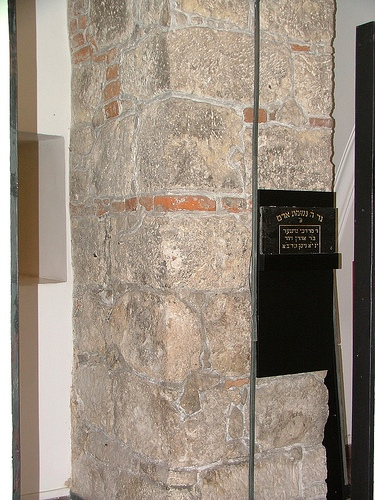
Oryginalny mur

### Pomniki i tablice pamiątkowe
- Tablica pamiątkowa w językach polskim i jidysz znajdująca się w przedsionku upamiętniająca wzywanie Żydów do udziału w Insurekcji przez Tadeusza Kościuszkę. Jej treść brzmi:

„Żydzi dowiedli światu, iż tam, gdzie ludzkość zyskać może, życia swego oszczędzać nie umieją...
 Tu w Starej Bożnicy Tadeusz Kościuszko w dniach insurekcji 1794 r. przemawiał do Żydów wzywając do walki o wyzwolenie ojczyzny.
 W 1000-lecie Państwa Polskiego 1966 hołd wielkiemu Polakowi składa młodzież żydowska PRL„
- Przed synagogą znajduje się monument w kształcie prostopadłościanu upamiętniający trzydziestu Polaków, którzy zostali rozstrzelani pod murami bożnicy w 1943 roku.

## Muzeum

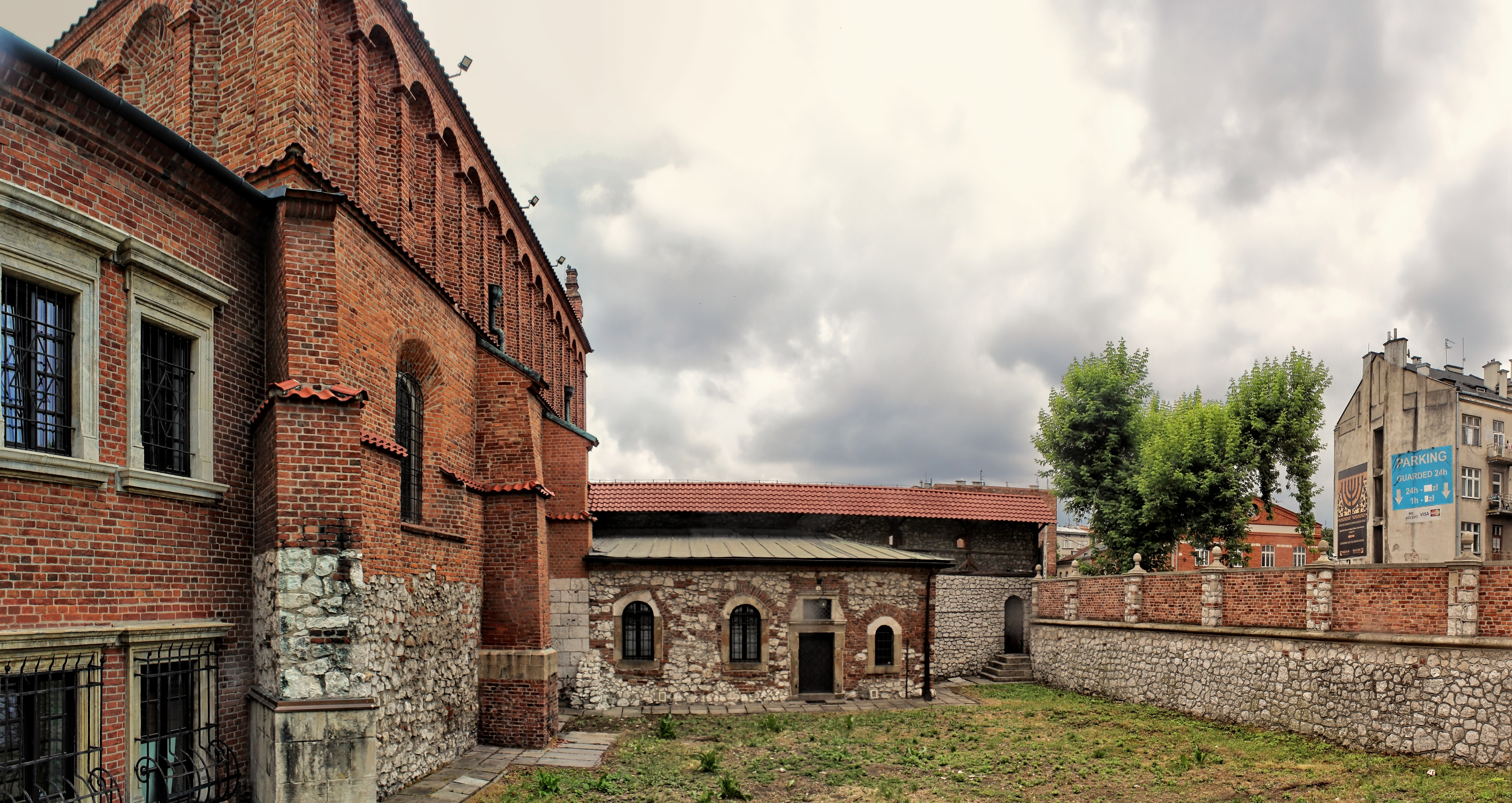

Obecnie w synagodze znajduje się oddział Muzeum Historycznego Miasta Krakowa - Dzieje i Kultura Żydów. Gromadzi ono od 1958 roku zabytki z zakresu historii i kultury Żydów, przede wszystkim krakowskich. Zbiory zostały przekazane głównie przez Towarzystwo Społeczno-Kulturalne Żydów w Polsce, Gminę Wyznaniową Żydowską w Krakowie, Ministerstwo Kultury i Sztuki, Ministerstwo Religii Państwa Izrael oraz liczne osoby prywatne.
Wystawa najcenniejszych judaików, która została otwarta w 1980 roku, prezentowana jest na stałej wystawie w głównej sali modlitewnej oraz babińcu południowym. Ekspozycja jest podzielona na trzy działy tematyczne: synagoga, święta i obrzędy doroczne oraz życie prywatne i rodzinne. Jest tu także specjalny dział poświęcony martyrologii Żydów krakowskich w okresie II wojny światowej.

### Ekspozycja
- Główna sala modlitewna

Wystawa w głównej sali modlitewnej poświęcona jest synagodze i najważniejszym żydowskim świętom religijnego. Prezentowane są na niej przedmioty użytku obrzędowego, tradycyjny strój męski i kobiecy, wyroby rzemiosła artystycznego, obrazy oraz reprodukcje fotografii i kart pocztowych stanowiące ilustracje tradycji i zwyczajów. Są to m.in. parochety, lambrekiny, haftowane sukienki na zwój Tory, tasy, rimonim, srebrne korony Tory, jady, menory, świeczniki chanukowe, balsaminki, kasetki do przechowywania etrogu, oprawki na Księgę Estery, porcelanowe i srebrne talerze sederowe, torebki na macę, kieliszki i puchary kiduszowe, lampki oliwne, pocztówki oraz reprodukcje zdjęć.
Do najcenniejszych eksponatów w tej części wystawy należą:
- Lambrekin wykonany w Niemczech w 1770 roku. Jest wykonany z bordowego aksamitu, posiada haftowaną dekoracją przedstawiającą koronę Tory flankowaną przez dwa lwy oraz wazony z kwiatami. Pod nimi znajduje się hebrajska inskrypcja, z której wynika, że lambrekin został podarowany w 1770 roku którejś z synagog w Niemczech przez Pesacha i jego żonę Bejlę (Bellę). Ów Pesach był synem Józefa Eliasza, głównego rabina gminy żydowskiej w Bingen am Rhein i wnukiem Józefa Samuela, głównego rabina gminy żydowskiej we Frankfurcie nad Menem,
- Rimonim wykonane w Polsce w okresie międzywojennym,
- Tas wykonany we Wrocławiu około 1800 roku przez złotnika Gottfrieda Wilhelma Hoenscha,
- Jad wykonany w Austrii w 1798 roku,
- Lampka chanukowa wykonana we Lwowie w XIX wieku,
- Balsaminka w kształcie wieżyczki wykonana w Pradze w pierwszej połowie XIX wieku,
- Balsaminka w kształcie ryby wykonana w Polsce w latach 30. XX wieku,
- Taca sederowa ze sceną Wyjścia Żydów z Egiptu wykonana we Lwowie około 1806 roku, której scena jest prawdopodobnie wzorowana na ilustracji z hagady amsterdamskiej z 1695 roku.

Bardzo istotną część kolekcji stanowi ikonografia dzielnicy żydowskiej na Kazimierzu, sceny rodzajowe i portrety Żydów w malarstwie, grafice i fotografii. W posiadaniu muzeum są obrazy Samuela Hirszenberga, Juliusza i Wojciecha Kossaków, Jacka Malczewskiego, Maurycego Gottlieba, Artura Markowicza, Leona Lewkowicza, Marcina Gottlieba, Wacława Koniuszki i Józefa Mehoffera, grafiki Wilhelma Wachtla, Lazara Krestina i Ilii Schora, a także zbiór około 70 typów żydowskich z Krakowa i okolic, fotografowanych w XIX wieku przez Ignacego Kriegera.
Muzeum posiada największą w Krakowie kolekcję tradycyjnych elementów stroju żydowskiego. Na męski składają się m.in. talit, powszednie i świąteczne jarmułki oraz futrzane streimel. Na kobiecy natomiast m.in. haftowane przodziki, zwane także załóżkami. Eksponaty te znajdują się w obu salach wystawowych.

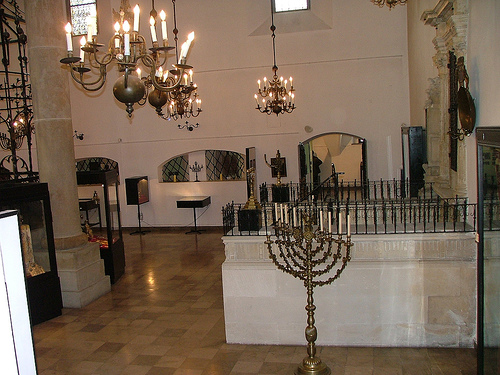
Ekspozycja
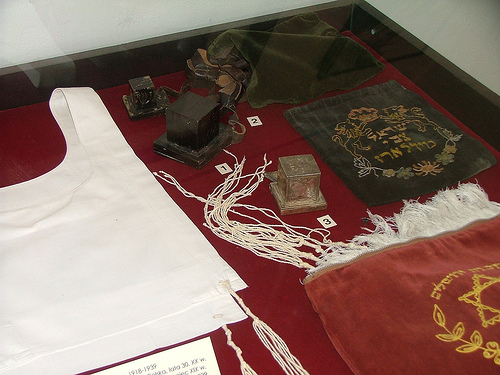
Ekspozycja
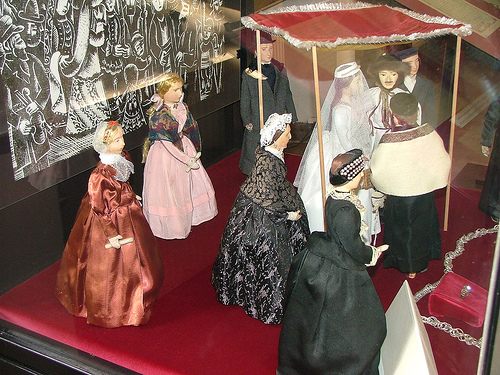
Ekspozycja
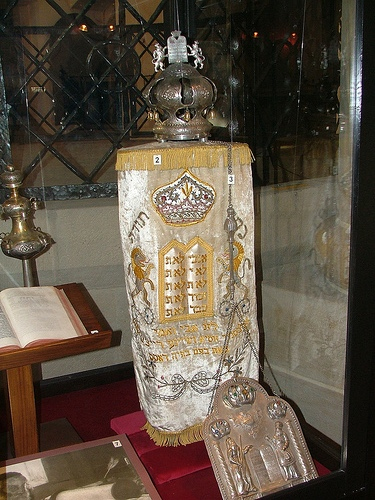
Ekspozycja
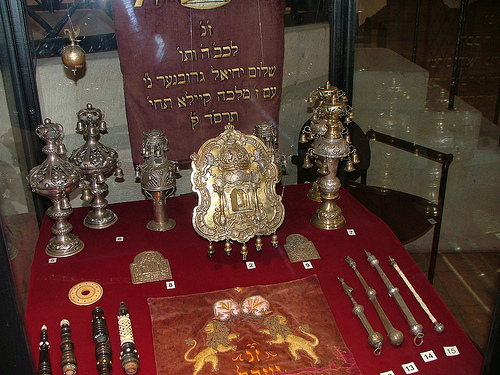
Ekspozycja

- Babiniec południowy

Wystawa w babińcu południowym poświęcona jest życiu rodzinnemu i prywatnemu. Prezentowane są na niej eksponaty związane z przestrzeganiem tradycyjnych przepisów żywieniowych w domu żydowskim, modlitwą codzienną i cyklem życia jednostki od narodzin po śmierć. Są to m.in. nóż mohela, amulety towarzyszące narodzinom dziecka, sceny nauki w domu i w szkółce religijnej czy aranżacje i dokumenty odnoszące się do obrzędu ślubnego, życia małżeńskiego i rozwodu. Całości prezentacji dopełniają eksponaty związane z pogrzebem i zachowywaniem pamięci o zmarłych. Każde z tych zagadnień ilustrują obrazy i fotografie, którym towarzyszy krótki opis.
Do najcenniejszych eksponatów w tej części wystawy należą:
- List rozwodowy z 1905 roku, napisany w Tarnowie,
- Amulet dziecięcy, chroniący od chorób i uroku wykonany w Polsce w XIX wieku.

Muzeum prowadzi bibliotekę z bogatym księgozbiorem, liczne lekcje, wykłady oraz warsztaty bezpośrednio związane ze znaczeniem synagogi w życiu Żydów. W dawnej sali śpiewaków znajduje się obecnie księgarnia żydowska.
- Babiniec północny

W babińcu północnym organizowane są wystawy czasowe oraz eksponowane są pozostałości sztukaterii po renesansowych kamienicach z ulicy Józefa, spalonych w latach. 70. XX wieku.

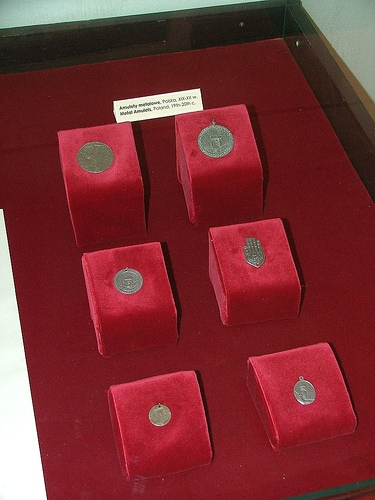
Ekspozycja
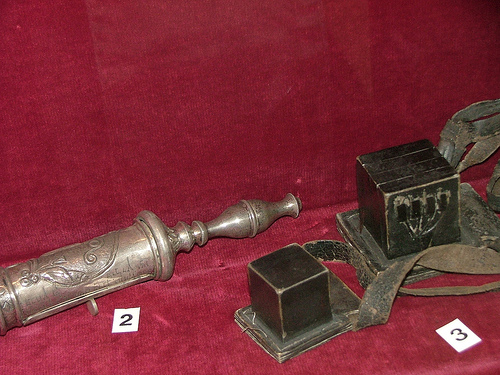
Ekspozycja
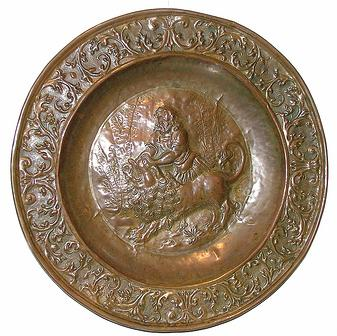
Ekspozycja
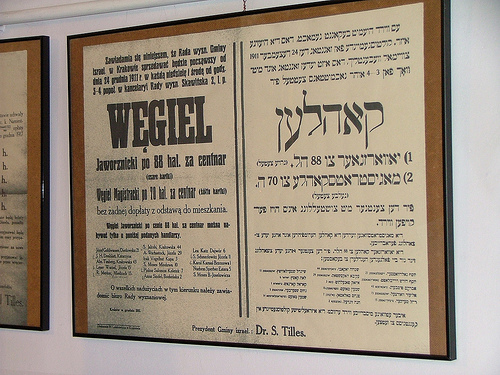
Ekspozycja
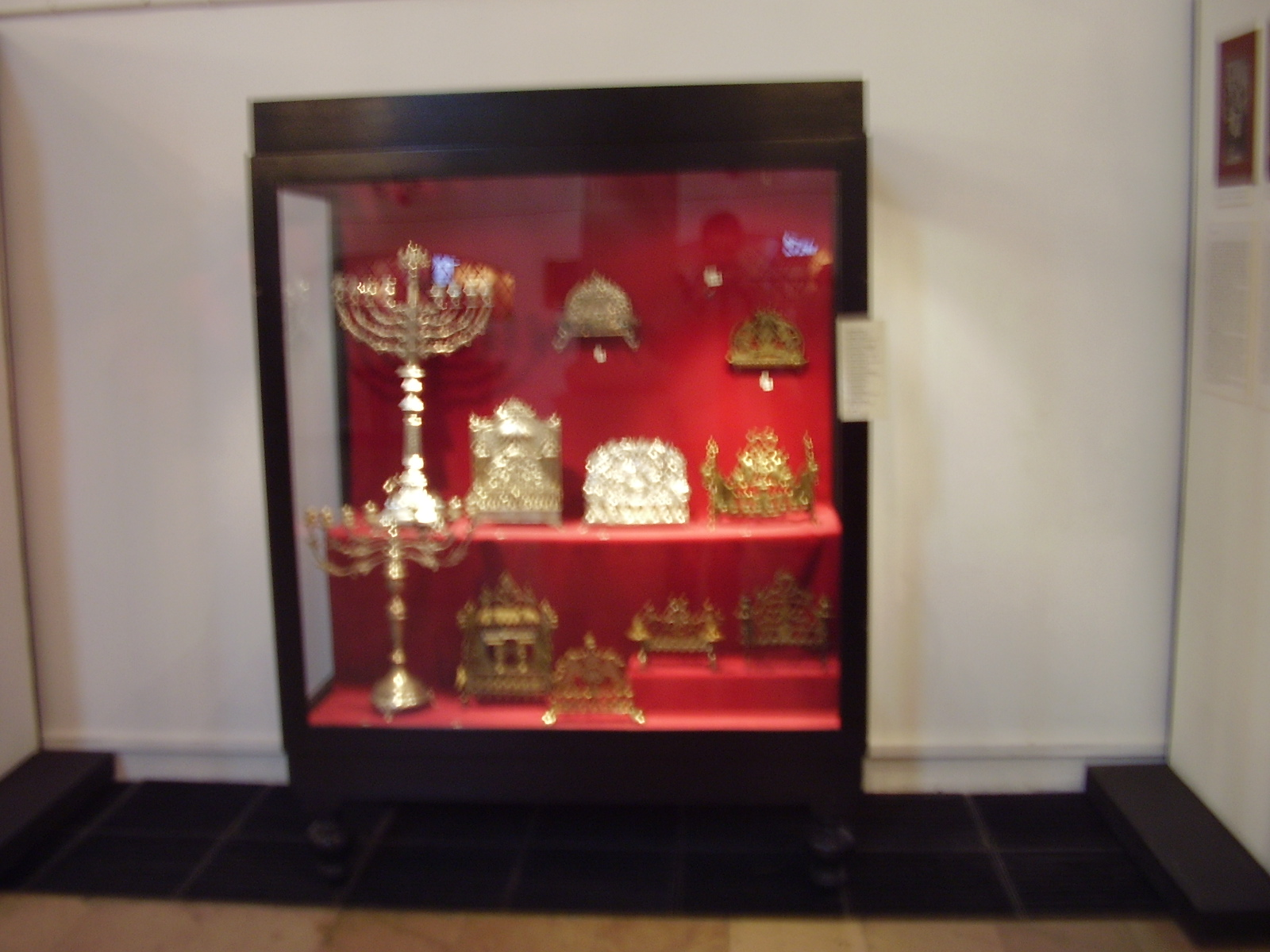
Ekspozycja

## Legendy
- Z budową synagogi wiąże się legenda, mówiąca o tym że zgodę na jej budowę otrzymali kazimierscy Żydzi od króla Kazimierza Wielkiego. Król przekazał również dwa srebrne miecze, które miały być przetopione na świeczniki. Jako wyraz szacunku dla władcy Żydzi zawiesili je jednak w przedsionku synagogi.
- Z synagogą Starą związana jest jeszcze jedna legenda, będąca jakby odpowiednikiem tradycji urywającej się nagle melodii hejnału Mariackiego w Krakowie. Wspomina o tym Natan Gross w swej książce „Był dom”. W ostatni dzień Sukkot – w Simchat Tora Żydzi uroczyście i radośnie świętują odczytanie ostatniego rozdziału Pięcioksięgu i rozpoczęcie czytania od nowa. „Na początku stworzył Pan niebo i ziemię” – świętują tańcem i śpiewami, przy czym tradycyjnie wszyscy modlący się biorą udział w tanecznym okrążeniu synagogi z księgami Tory w ramionach. Tych okrążeń – hakofoth – jest siedem. Tylko w jednej jedynej synagodze na świecie - w krakowskiej synagodze Starej - w połowie czwartego okrążenia urywa się nagle fala radości i świętujący zaczynają czytać Psalmy. Była to tradycja związana z tragicznym wydarzeniem, kiedy to przed wiekami hordy Tatarów wtargnęły do ówczesnej synagogi właśnie w czasie Święta Szałasów, w połowie czwartego okrążenia bożnicy i wycięli w pień modlących się Żydów[5].

## Galeria

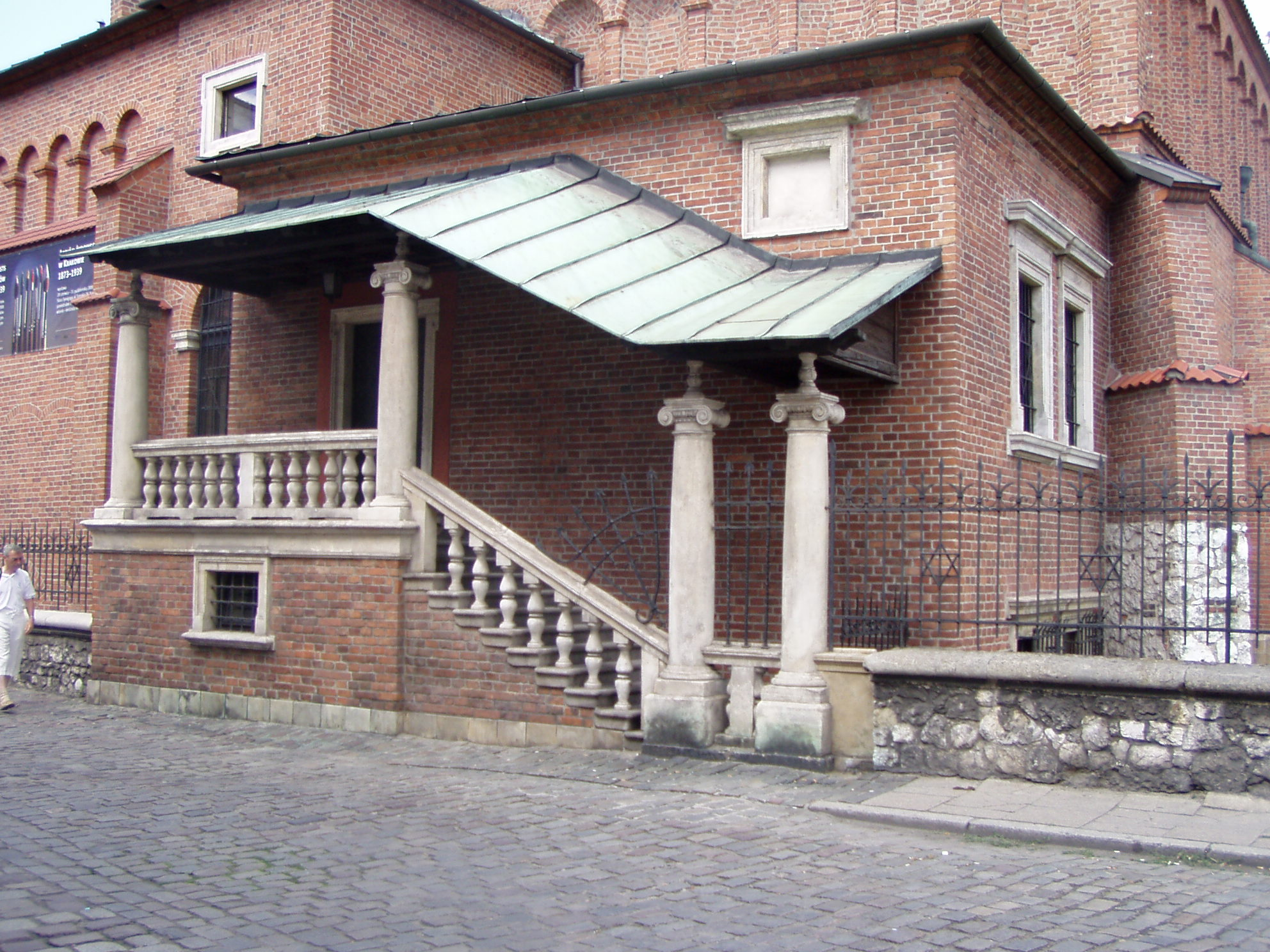
Loggia
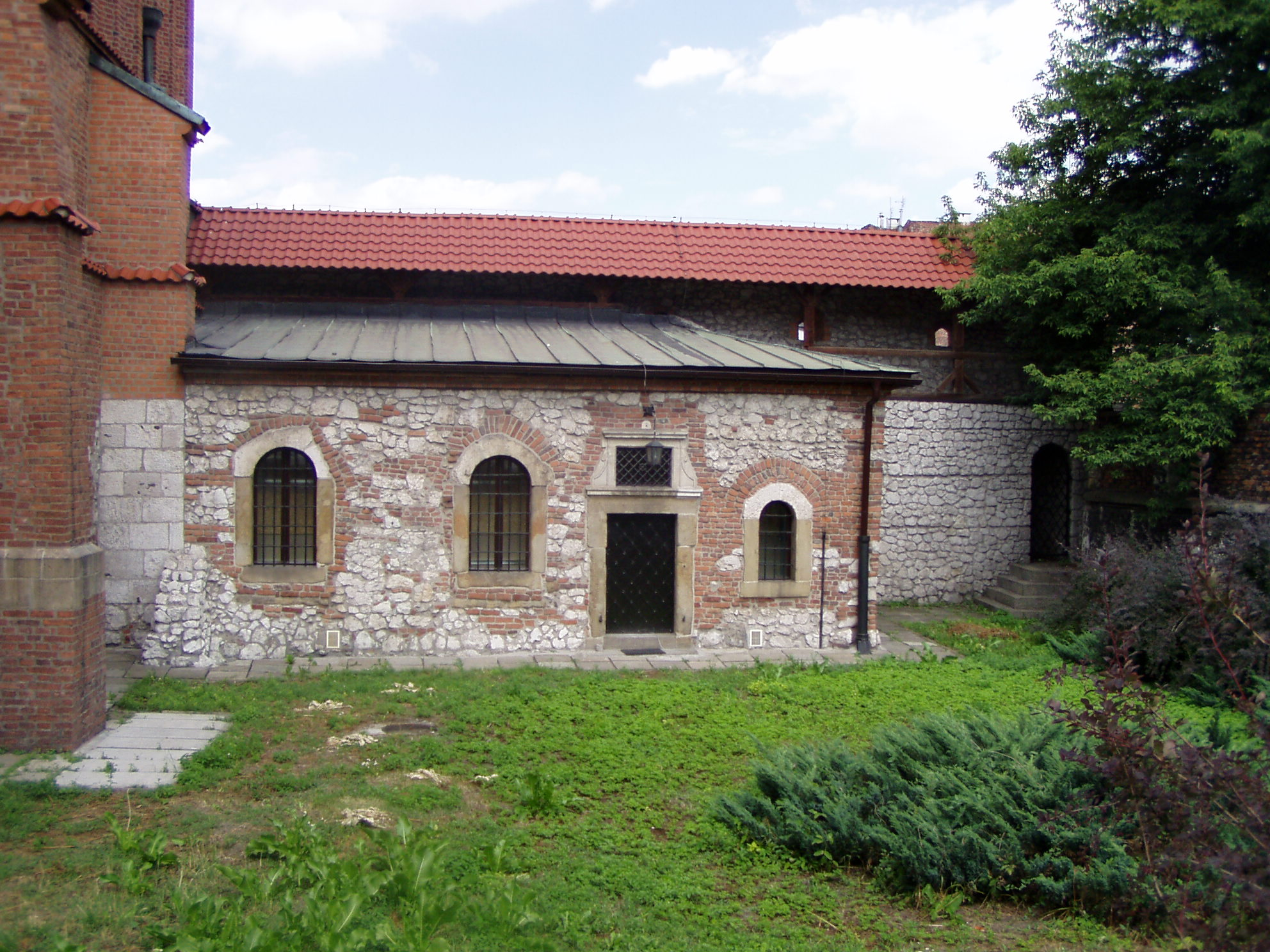
Babiniec południowy
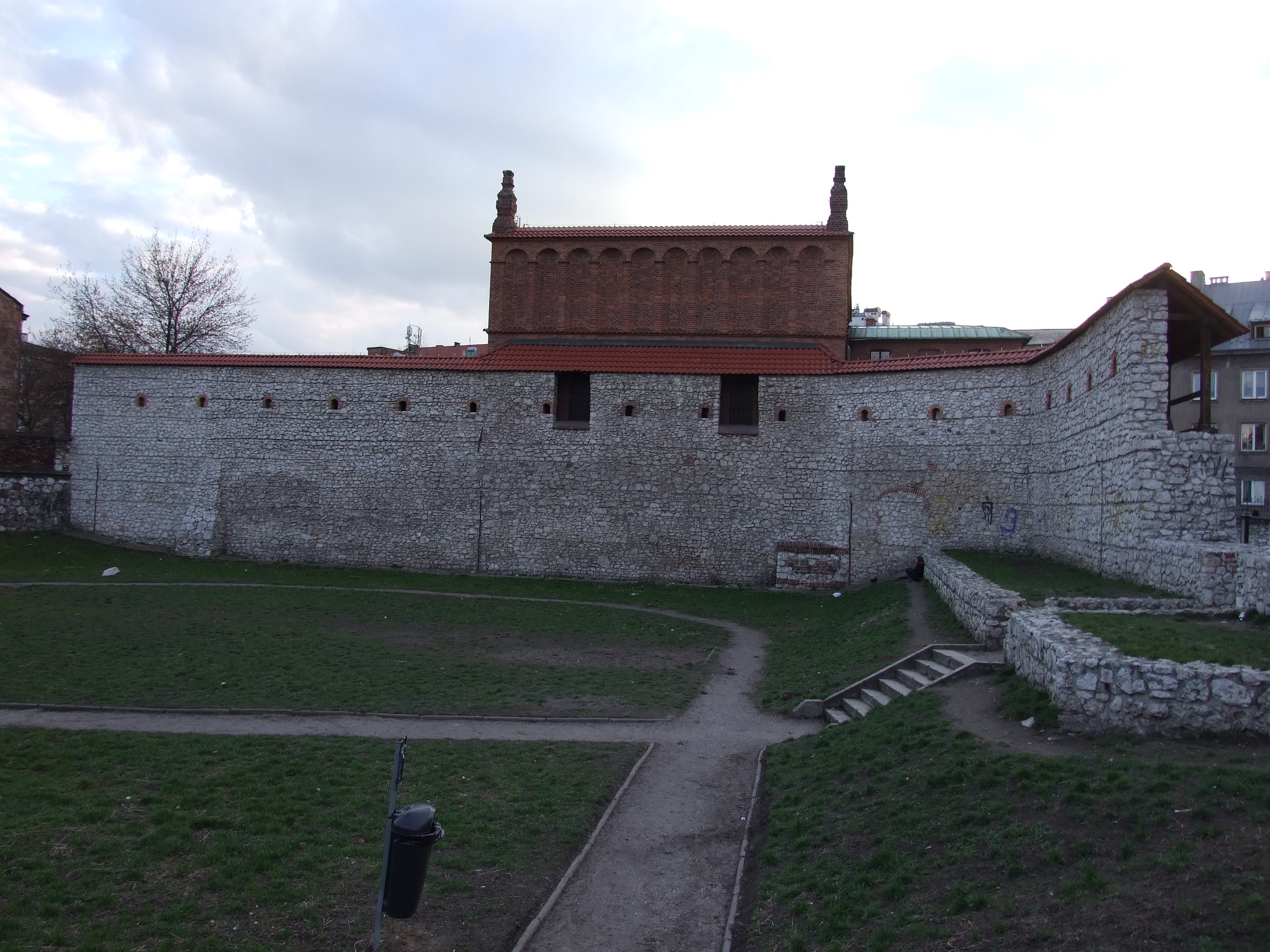
Mur obronny od strony wsch.
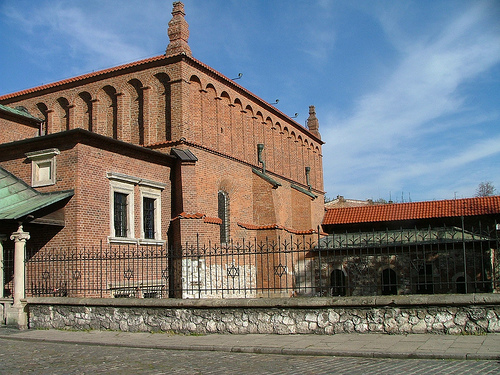
Synagoga od południa
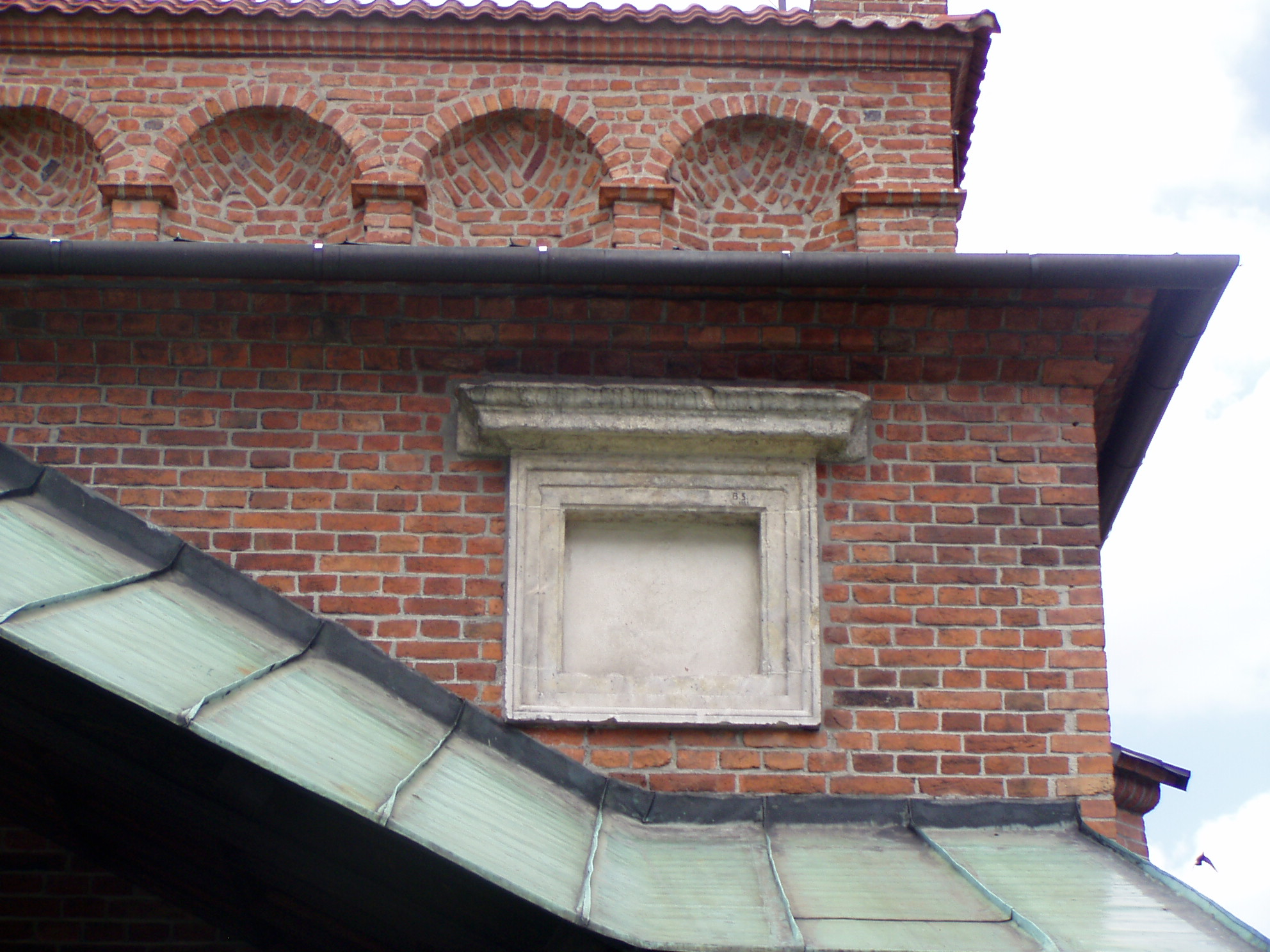
Relikt okienny
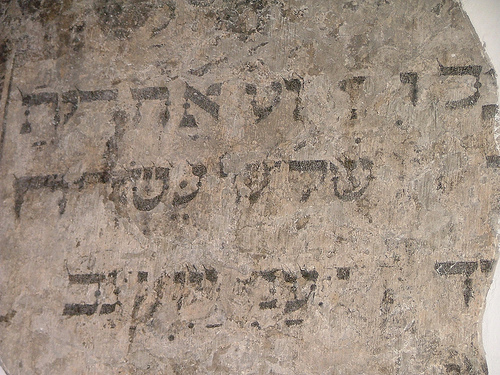
Fragment polichromii
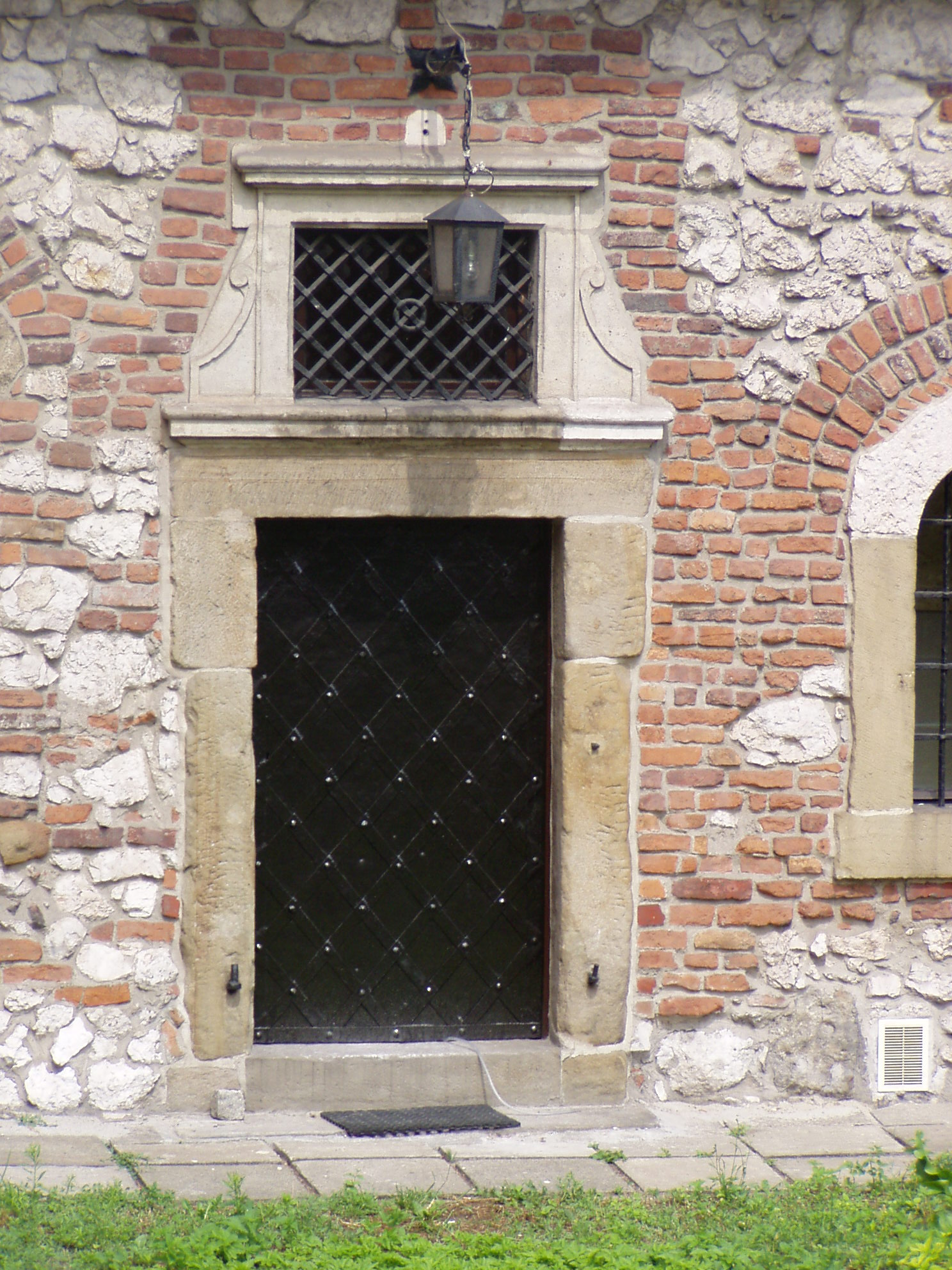
Portal babińca południowego
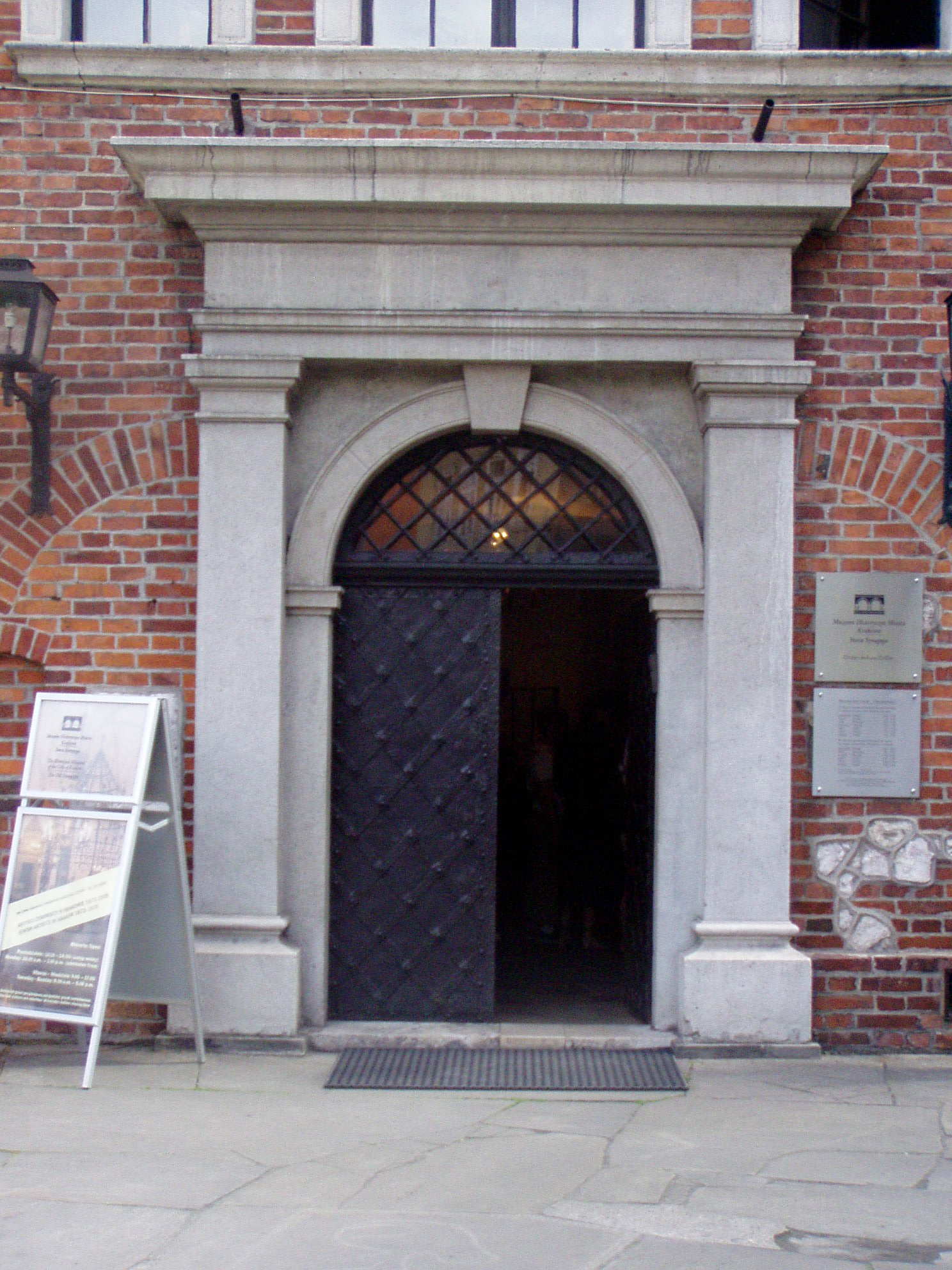
Portal główny
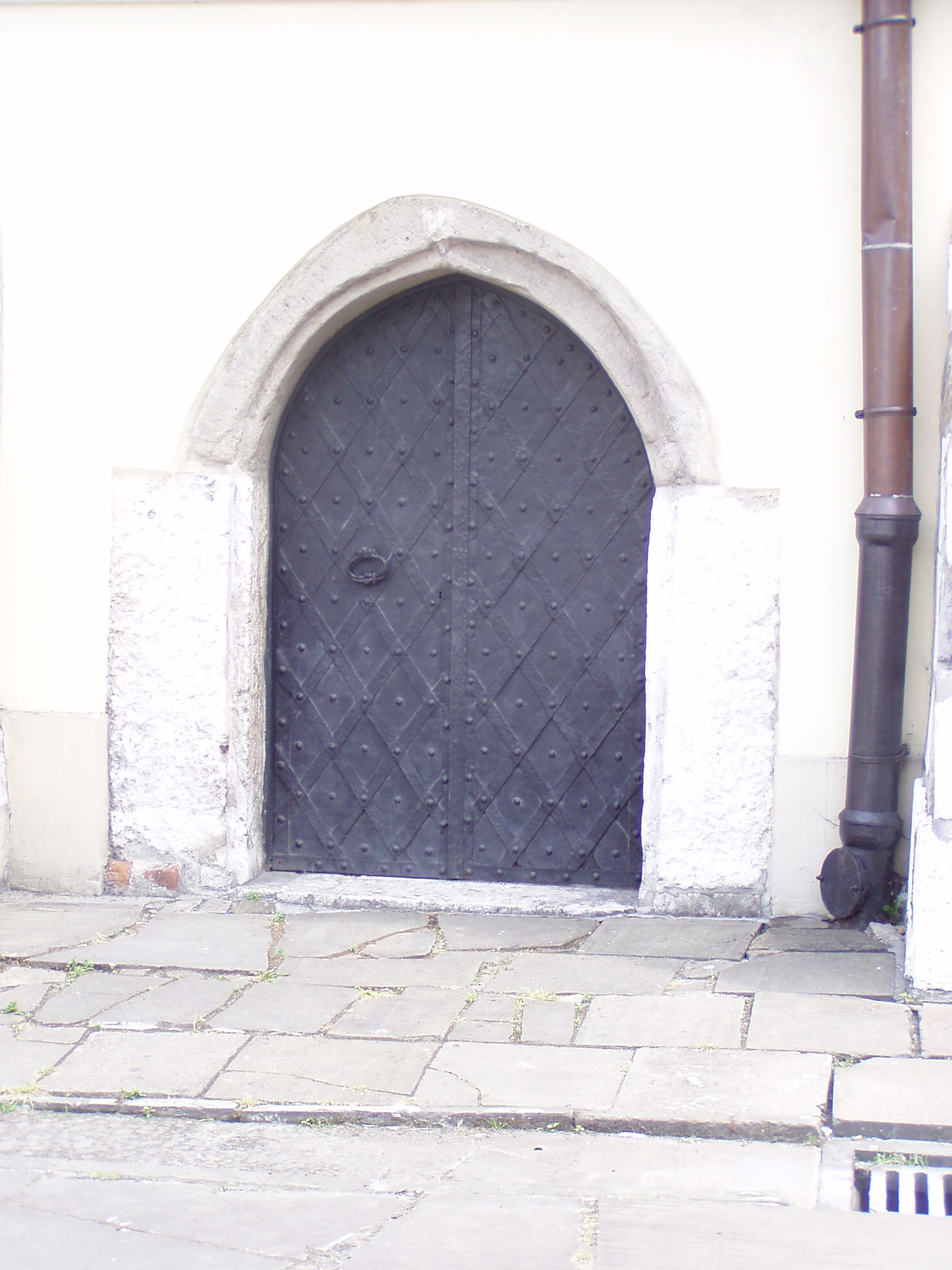
Portal babińca północnego
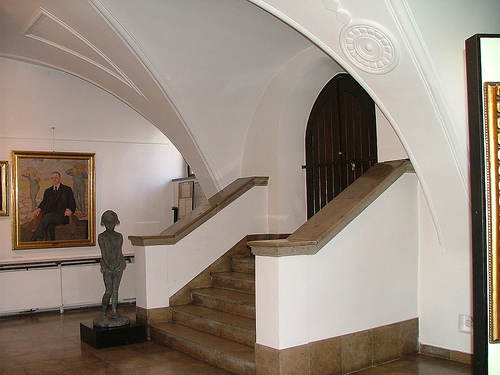
Wnętrze babińca północnego